# Holi
Holi (phát âm: /ˈhoʊliː/; chữ phạn: होली Holī) là một lễ hội mùa xuân của người theo đạo Hindu ở Ấn Độ và Nepal, còn được gọi là lễ hội màu sắc hay lễ hội chia sẻ tình yêu. Holi là một lễ hội kéo dài trong hai ngày và bắt đầu vào ngày Purnima (ngày trăng tròn) rơi vào ngày Bikram Sambat theo lịch của người Hindu tháng của Falgun, thường là vào những ngày cuối của tháng 2 và giữa của tháng 3 theo lịch Gregorian. Ngày đầu tiên được gọi là Holika Dahan hoặc Chhoti Holi và ngày thứ hai là Rangwali Holi, Dhuleti, Dhulandi hay Dhulivandan.
Đây là một lễ hội cổ xưa của những người dân theo Hindu giáo và đã dần trở nên phổ biến với những người không theo đạo Hindu ở nhiều nơi ở Nam Á, cũng như dân cư của các cộng đồng khác bên ngoài châu Á.
Lễ hội được tổ chức chủ yếu ở Ấn Độ, Nepal, và các khu vực khác của thế giới nơi đa số dân cư là người Hindu hay người gốc Ấn và cộng đồng người Nepal. Trong những năm gần đây, lễ hội đã lan rộng đến các bộ phận lãnh thổ của châu Âu và Bắc Mỹ như một lễ hội mùa xuân của tình yêu, vui đùa, và màu sắc.
Lễ Holi bắt đầu vào đêm trước ngày Holi với một đống lửa Holika ở nơi mọi người tụ tập, làm các nghi lễ tôn giáo ở phía trước của ánh lửa, và cầu nguyện cho cái xấu xa trong con người họ sẽ bị trừ khử khi ngọn lửa bắt đầu cháy. Buổi sáng hôm sau được tổ chức như ngày Rangwali Holi - một ngày hội màu sắc miễn phí cho tất cả mọi người, nơi mọi người tham gia chơi đùa, đuổi theo và tô màu lẫn nhau với bột màu khô và nước màu, một số người mang theo súng bắn nước và bong bóng chứa đầy nước màu cho cuộc chiến nước của họ. Bất cứ ai và tất cả mọi người bất kể họ là bạn bè hay người lạ, giàu hay nghèo, đàn ông hay phụ nữ, trẻ em hay người lớn tuổi đều được tham gia trò chơi như nhau. Các cuộc vui đùa và trận đấu bằng màu sắc được diễn ra trên đường phố công cộng, trong công viên, bên ngoài đền thờ và các tòa nhà. Một số nhóm người mang theo trống và các nhạc cụ khác, đi từ nơi này đến nơi khác, hát và nhảy múa. Mọi người ghé thăm gia đình, bạn bè và kẻ thù để ném bột màu vào nhau, cười và nói chuyện phiếm, sau đó chia sẻ cho nhau các món ăn của ngày Holi, thực phẩm và đồ uống. Một số đồ uống có chất làm say. Ví dụ, bhang, một nguyên liệu gây say làm từ lá cần sa, được trộn vào thức uống và đồ ngọt và được nhiều người sử dụng. Vào buổi tối, sau khi tỉnh rượu, mọi người thay quần áo rồi đi thăm bạn bè và gia đình.
Holi được tổ chức vào thời điểm cận xuân phân, lúc trăng tròn (Phalguna Purnima). Ngày lễ hội, được xác định theo lịch Hindu, thay đổi từ năm này sang năm khác theo lịch Gregory, thường là vào tháng ba, đôi khi là tháng Hai. Lễ hội biểu thị sự chiến thắng của cái thiện trước cái ác, sự xuất hiện của mùa xuân, kết thúc mùa đông, và cho mọi người một ngày lễ để gặp gỡ những người khác, vui chơi, cười đùa, quên đi, tha thứ, và sửa chữa các mối quan hệ tan vỡ, và nó cũng được tổ chức như lời cảm ơn cho một vụ mùa bội thu.

## Lịch sử và ý nghĩa

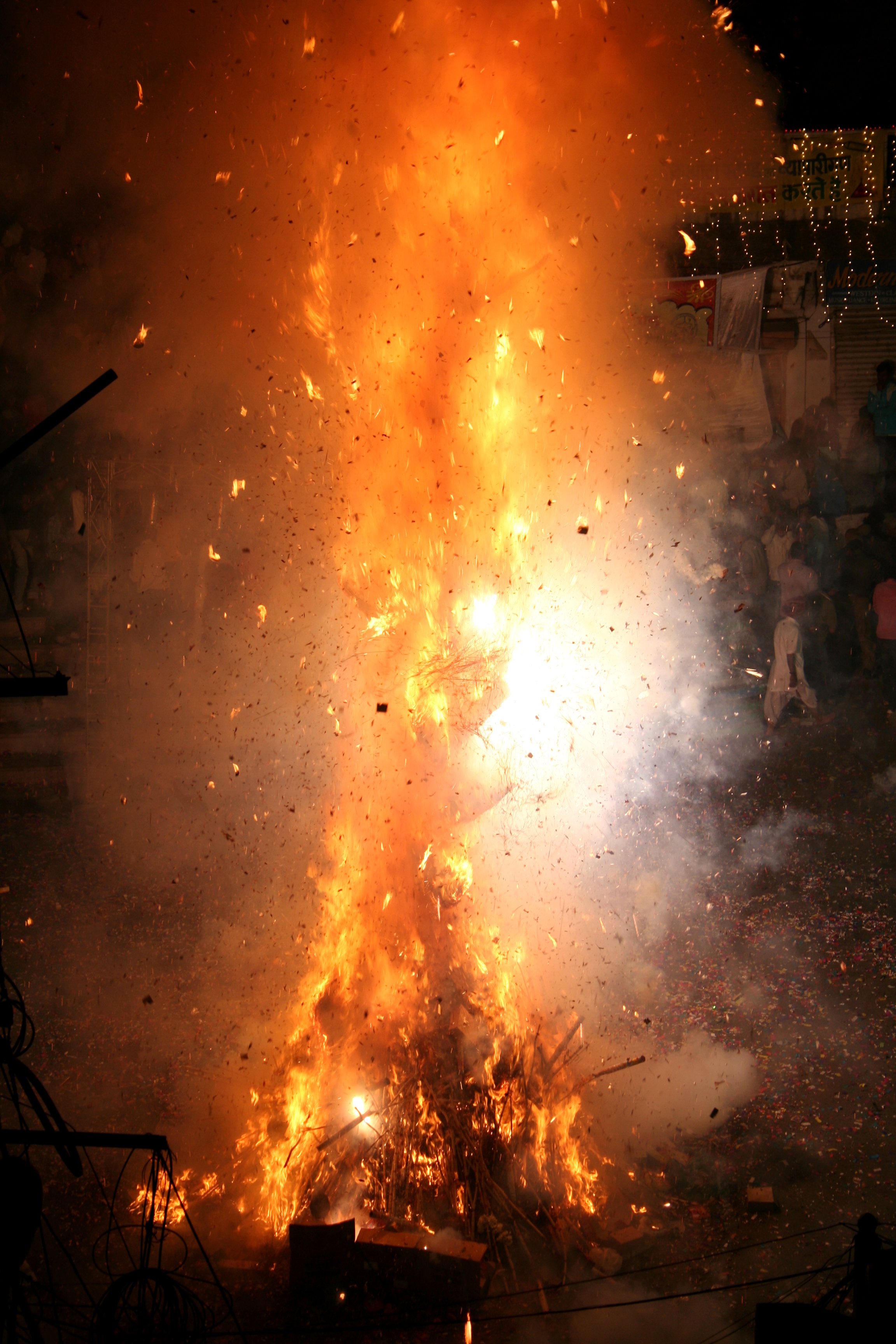
Ngọn lửa Holika trại ở phía trước đền thờ Jagdish tại Udaipur, Rajasthan, năm 2010

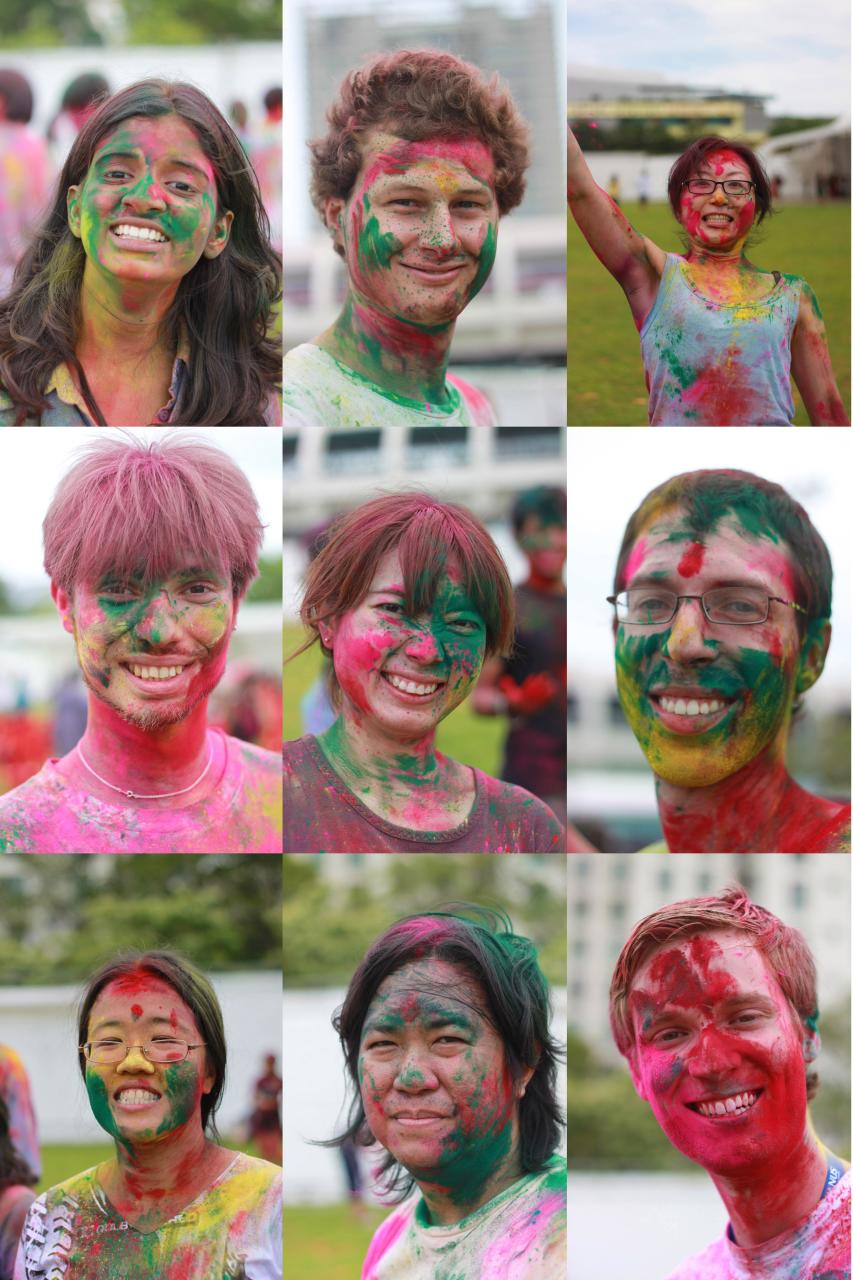
Sưu tầm khuôn mặt màu sau khi lễ hội Holi ở Mỹ, năm 2011

Có một truyền thuyết mang tính biểu tượng để giài thích lý do tại sao Holi được tổ chức như một lễ hội màu sắc. Từ "Holi" bắt nguồn từ "Holika" người em gái xấu xa của vua quỷ Hiranyakashipu. Chính cái lễ hội được cho là có nguồn gốc từ Đền Prahladpuri của Mulan ở vùng Punjab. Ngôi đền ban đầu của Prahladpuri được cho là đã được xây dựng bởi Prahlada, con trai của Hiranyakashipu.
Theo truyền thuyết, vua Hiranyakashipu là vua của Multan và đã giành được một ơn huệ khiến cho ông ta hầu như bất khả chiến bại. Ông trở nên hống hách, nghĩ mình là Thượng đế, mà yêu cầu tất cả mọi người thờ phụng chỉ mình ông.
Tuy nhiên, người con trai riêng của ông là Prahlada lại không nghe lời ông. Prahlada luôn trung thành với thánh Vishnu. Điều này đã làm Hiranyakashipu tức điên lên. Ông đã đưa ra những hình phạt tàn nhẫn cho con mình, nhưng không điều gì có thể ảnh hưởng đến sự quyết tâm cho rằng những gì mình làm là đúng của Prahlada. Cuối cùng, Holika, người dì ác độc của Prahlada đã lừa anh ngồi trên giàn thiêu với bà ta. Holika lúc đó đang mặc một chiếc áo choàng để tránh bị thương bởi lửa, trong khi đó Prahlada thì không như vậy. Khi ngọn lửa bùng lên, áo choàng bay khỏi Holika và bọc lấy Prahlada. giúp anh ấy sống sót trong khi Holika thì bị thiêu sống. Thấy vậy, Hiranyakashipu không thể kiềm chế cơn giận của mình, đập vỡ một trụ cột bằng chính cây gậy của ông. Đã có một âm thanh ầm ĩ và rồi thánh Vishnu xuất hiện dưới hình dạng của thánh Narashima và rồi ông đã giết Hiraynakashipu. Ngọn lửa là một biểu tượng nhắc nhở ta về sự chiến thắng của cái thiện trước cái ác, về Prahlada và Hiraynakashipu cũng như ngọn lửa đã thiêu cháy Holika. Ngày hôm sau, khi ngọn lửa đã nguội xuống, mọi người bôi tro lên trán, một tục lệ vẫn được một số người tuân theo. Cuối cùng, bột màu đã được sử dụng để tổ chức Holi.

## Sự quan trọng
Tại khu vực Braj của Ấn Độ, nơi vị thần Hindu, Krishna, đã lớn lên, lễ hội được tổ chức trong 16 ngày (cho đến lễ Rangpanchmi) để kỷ niệm tình yêu của Radha dành cho Krishna. Các lễ hội chính thức mở ra vào mùa xuân, với lễ hội Holi được tổ chức như một lễ hội của tình yêu. Cũng có một huyền thoại mang tính biểu tượng đằng sau ngày kỷ niệm Krishna. Khi là một đứa trẻ, Krishna đã mang màu da xanh đặc trưng vì bà cô Putana đã đầu độc ông bằng sữa của mình. Trong thời niên thiếu của mình, Krishna đã tuyệt vọng khi không biết cô gái da trắng Radha và các cô gái khác còn có thể thích anh vì màu da của anh ấy hay không. Mẹ của ông mệt mỏi với sự tuyệt vọng và bà đã yêu cầu ông tiếp cận với Radha và bôi bất kỳ bột màu nào ông thích lên mặt cô. Ông đã làm như vậy, và rồi Radha và Krishna đã trở thành vợ chồng. Kể từ đó, màu sắc vui tươi trên mặt Radha đã được kỷ niệm vào ngày Holi. Ngoài Ấn Độ, những truyền thuyết này góp phần giải thích những ý nghĩa của Holi được phổ biến ở một số cộng đồng người Caribbean và Nam Mỹ có nguồn gốc từ Ấn Độ như Guayana, Trinidad và Tobago. Nó cũng được tổ chức nhiệt tình ở Mauritus.
 Lễ hội Holi có ý nghĩa văn hóa hơn nữa đó là ngày lễ hội để kết thúc và thoát khỏi tội lỗi trong quá khứ, để chấm dứt các cuộc xung đột bằng cách gặp mặt mọi người, một ngày để lãng quên và tha thứ. Mọi người trả hoặc xóa những khoản nợ, cũng như một lần nữa thỏa thuận với nhau về mọi thứ trong cuộc sống của họ. Holi cũng đánh dấu sự khởi đầu của mùa xuân, và cho việc bắt đầu của năm mới.

## Mô tả

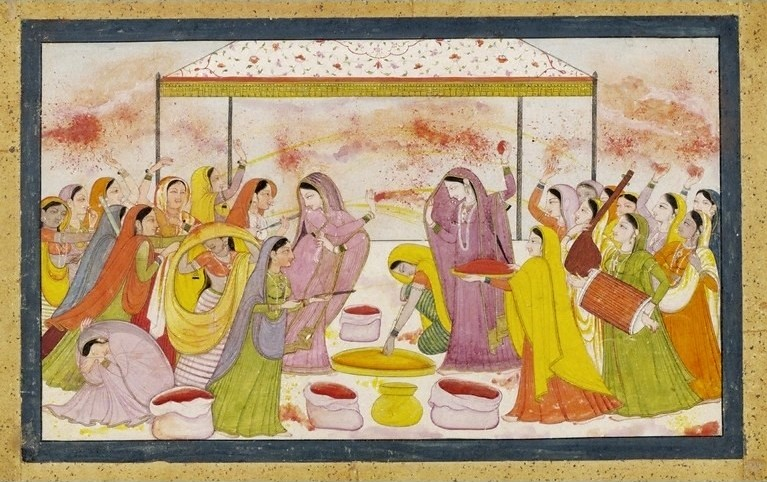
Radha và Gopis ăn mừng Holi, với tiếng đệm của nhiều nhạc cụ

Holi là 1 lễ hội quan trọng để người Hinđu cũng như nhiều người Ấn Độ khác và những người có nguồn gốc Nam Á. Nó được tổ chức vào cuối mùa đông, vào ngày rằm cuối cùng của tháng âm lịch Phalgun (tháng 2 hoặc tháng 3), (Phalgun Purnima), mà thường rơi vào tháng 3, đôi khi vào cuối tháng 2
Lễ hội có rất nhiều mục đích, mà nổi bật nhất là việc đánh dấu mùa xuân. Trong văn học thế kỷ 17, nó đã được xác định là một lễ hội về nông nghiệp, lễ hội mừng mùa bội thu vào mùa xuân, thu hoạch tốt và đất đai màu mỡ. Những người Hindu tin rằng đó là một khoảng thời gian để tận hưởng màu sắc phong phú của mùa xuân và nói lời tạm biệt với mùa đông. Đối với nhiều người theo đạo Hinđu, lễ hội Holi đánh dấu sự khởi đầu của năm mới cũng như một dịp để thiết lập lại và làm mới mối quan hệ đã tan vỡ, xung đột kết thúc và giải thoát bản thân họ bởi cảm xúc dơ bẩn của tạp chất tích lũy từ quá khứ.
Nó cũng có một mục đích tôn giáo, biểu tượng biểu thị bằng truyền thuyết của Holika. Đêm trước Holi, đống lửa được thắp sáng trong 1 buổi lễ được gọi là Dahan (đốt Holika) hoặc Little Holi. Mọi người tụ họp gần đám lửa, hát và nhảy. Ngày hôm sau, lễ Holi, còn được biết đến như là Dhuli trong tiếng Phạn, hoặc Dhulheti, Dhulandi hoặc Dhulendi, được tổ chức. Trẻ em và thanh thiếu niên phun dung dịch màu bột (gulal) vào nhau, cười và ăn mừng, trong khi người lớn bôi bột màu khô (abir) trên khuôn mặt của nhau. Khách đến thăm nhà đầu tiên được chọc ghẹo với màu sắc, sau đó được phục vụ với đồ ăn đặc trưng của Holi, món tráng miệng và đồ uống. Sau khi chơi với màu sắc và dọn dẹp, mọi người tắm rửa, mặc quần áo sạch sẽ và thăm bạn bè và gia đình.
Giống như Holika Dahan, Kama Dahanam được tổ chức ở một số vùng ở Ấn Độ. Lễ hội màu sắc ở những vùng này này được gọi là Rangapanchami, và diễn ra vào ngày thứ năm sau ngày trăng tròn. (Poornima)

## Lịch sử và các nghi thức
Holi là một lễ hội Hindu cổ đại cùng với những nghi thức mang tính chất văn hóa riêng. Nó được đề cập trong sách Puranas, với bài thơ nổi tiếng Dasakumara Charita, bởi nhà thơ Kālidāsa ở triều đại Chandragupta thứ II thế kỉ thứ 4. Việc cử hành lễ hội Holi cũng được đề cập trong vở kịch bằng tiếng Phạn Ratnavali ở thế kỉ thứ 7. Đến thế kỉ thứ 17, Lễ hội Holi cũng đã thu hút được niềm đam mê của các thương nhân châu Âu cũng như toàn bộ thực dân Anh lúc bấy giờ.Nhiều phiên bản cũ của bộ từ điển tiếng Anh Oxford English Dictionary đề cập đến nó nhưng trong nhiều cách khác nhau, với những lối viết có nguổn gốc ngữ âm khác nhau như: Houly (1687), Hooly (1698), Huli (1789), Hohlee (1809), Hoolee (1825), và cuối cùng Holi đã được ấn bản chính thức sau năm 1910
Có một số nghi lễ văn hóa gắn liền với lễ hội Holi:
Chuẩn bị giàn thiêu Holika cho lửa làm lễ
Bài chi tiết: Holika Dahan

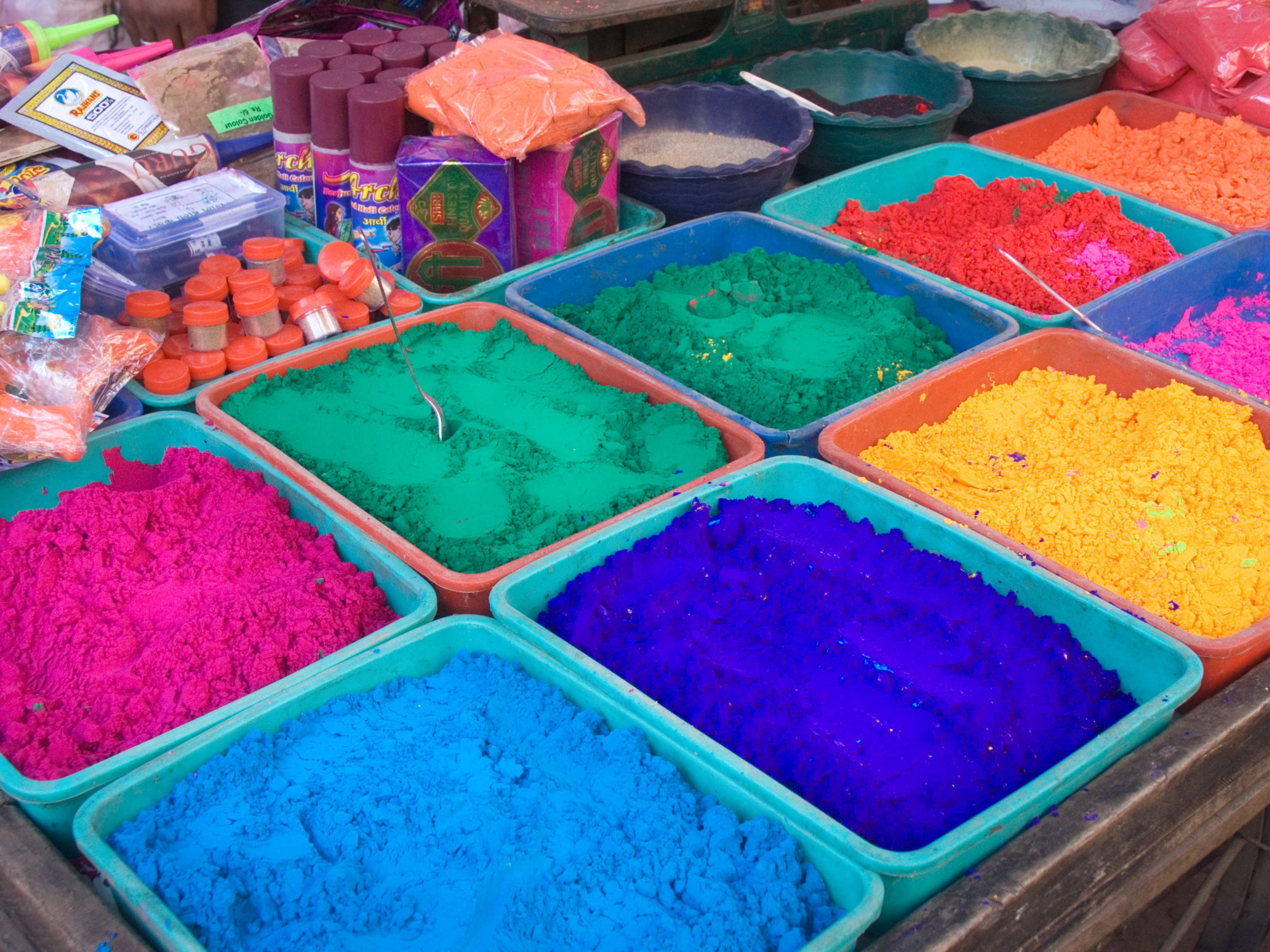
Các cửa hàng đã bắt đầu công việc bán màu trong một vài ngày thậm chí là một vài tuần trước khi lễ hội Holi diễn ra..

Một vài ngày trước khi lễ hội diễn ra, mọi người bắt đầu thu thập gỗ và những vật liệu dễ cháy để chuẩn bị cho lửa làm lễ trong các công viên, các trung tâm đông người, ở gần đền thờ và các địa điểm ngoài trời khác. Trên đỉnh của giàn thiêu là một hình nộm tượng trưng cho Holika người đã lừa được Prahalad vào lửa trước đây. Bên trong các ngôi nhà, mọi người dự trữ sẵn các loại màu, thực phẩm, các loại đồ uống cho tiệc tùng và cả các loại thức ăn theo mùa lễ hội như bánh bao nhân ngọt gujiya, bánh snack mathri, món cà ri đậm chất Ấn Độ malpuas và các món khoái khẩu cao cấp khác trong vùng.
Holika dahan
Vào đêm trước của lễ hội Holi, điển hình là vào lúc mặt trời lặn hay sau đó, giàn thiêu được thắp sáng lên, tượng trưng cho Holika Dahan. Cùng với các nghi thức biểu thị cho sự chiến thắng của cái thiện trước cái ác. Mọi người cùng nhau tụ tập quanh đống lửa để ca hát và nhảy múa. 
Chơi với màu sắc
Lễ hội Holi cùng với các lễ kỉ niệm sẽ bắt đầu vào buổi sáng sau đêm lửa trại Holika. Không có truyền thống tổ chức lễ puja (lễ cầu nguyện), và đơn giản là ngày dành cho tiệc tùng và giải trí.Trẻ em và các thanh thiếu niên xếp thành từng nhóm trang bị đầy màu khô, các dung dịch nhiều màu khác nhau, cùng với các phương tiện để phun hay té nước màu vào những người khác, như bong bóng bơm đầy nước màu và các công cụ tự tạo khác dùng để "tô màu" cho mục tiêu của họ. 

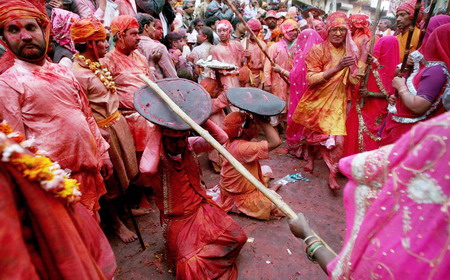
Ở vùng Braj phía bắc Ấn Độ, như để đùa chơi phụ nữ có quyền tấn công những người đàn ông những người đã cứu họ bằng những cái khiên; trong ngày này, về mặt văn hóa đàn ông thì được mong chờ là sẽ chấp nhận bất cứ cái gì mà phụ nữ dùng để tấn công họ. Nghi lễ này được gọi là nghi lễ Latg Mar Holi.

Theo truyền thống, màu sắc với nguồn gốc từ thực vật tự nhiên có thể dễ dàng giặt sạch như các loài cây: nghệ turmeric, xoan neem, dhak, và kumkum thì mới được sử dụng, nhưng ngày nay các loại màu nước công nghiệp cũng được sử dụng rộng rãi. Dù sao thì tất cả các loại màu đều được dùng. Những người ở những khu vực ngoài trời như trên các con đường hoặc các công viên thì rất sẵn sàng cho cuộc chơi, nhưng bên trong các ngôi nhà hoặc tại cửa ra vào thì chỉ có bột màu khô mới được sử dụng để bôi chét lên mặt nhau. Mọi người ném màu lên nhau và làm cho đối phương của họ nhuốm đầy màu. Đây trông giống như một cuộc chiến với nước nhưng mà là nước màu. Mọi người rất thích thú trong việc phun té nước màu lên nhau. Đến cuối buổi sáng, tất cả mọi người trông giống như một bức tranh sơn dầu cỡ bự đầy màu sắc. Đó là lý do tại sao Holi lại mang cái tên "Lễ hội sắc màu".
Một vài nhóm người ca hát và nhảy múa, chơi trống và dholak. Sau mỗi cuộc vui và cuộc chơi với màu, thì mọi người dừng lại để thưởng thức các loại thức ăn truyền thống như guijiya, mathri, malpuas cùng các món ăn khoái khẩu nổi tiếng trong vùng. Nhiều loại đồ uống ướp lạnh bao gồm cho cả người lớn được làm từ các loại thảo mộc địa phương có thể gây say cũng là một phần không thể thiếu của lễ hội Holi. 
Các biến thể khác 

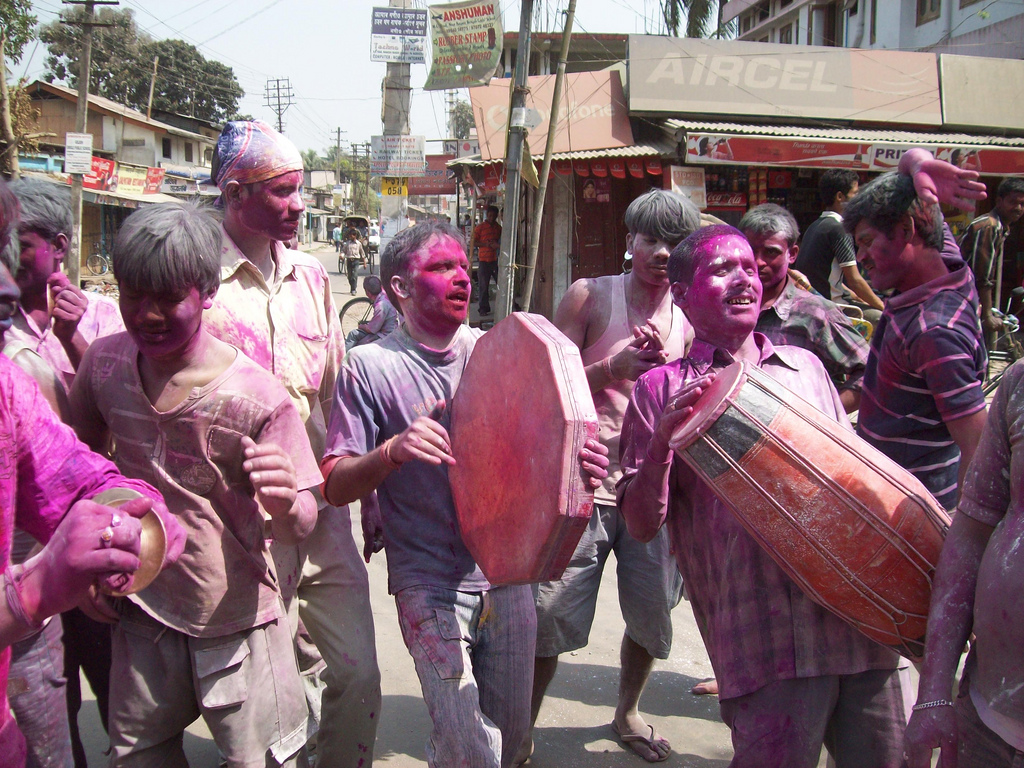
Những người bạn tạo thành từng nhóm trong lễ hội Holi, họ chơi trống và âm nhạc, ca hát và nhảy múa cùng nhau khi họ di chuyển từ nhóm này qua nhóm khác.

Tại Braj khu vực xung quanh thành phố Mathura, ở phía bắc Ấn Độ, các hoạt động lễ hội có thể kéo dài hơn một tuần. Các nghi lễ không chỉ dừng lại ở các trò chơi với màu sắc, ở đó còn có thêm một ngày khi mà đàn ông thì cầm khiên đi xung quanh và họ sẽ bị đánh bại dưới những cái gậy đang ở trong tay người phụ nữ một cách tinh nghịch giống như để đùa vui vậy.
Ở phía nam Ấn Độ, một vài nghi lễ thờ cúng được thực hiện và cũng như lễ vật được dâng lên vị thần Kaamadeva, vị thần tượng trưng cho tình yêu trong thần thoại Ân Độ.
Sau lễ hội
Sau một ngày chơi với màu sắc, mọi người bắt đầu dọn dẹp, giặt giũ và tắm rửa,tỉnh táo trở lại rồi ăn diện sạch đẹp vào buối tối để đi thăm bạn bè, người thân và trao cho nhau những tình cảm ngọt ngào. Lễ hội Holi cũng là một lễ hội của sự tha thứ và những khởi đầu mới nhằm mục đích tạo ra sự hòa thuận trong xã hội mà vẫn giữ được lễ nghi.

## Tên theo khu vực, các nghi lễ và lễ kỷ niệm
Holi (tiếng Hinđu: होली, Nêpan: होली, Punjabi: ਹੋਲੀ,) còn được gọi là Phakuwa hoặc Phaguwah (Assam: ফাকুৱা), lễ hội màu sắc hoặc Dola jātra ở Odisha và như Dol Jatra (assam: দ'ল যাত্ৰা) hoặc Basanto utsav: (lễ hội mùa xuân) ở Tây Bengal và Assam. Các phong tục và lễ kỷ niệm khác nhau giữ các vùng Ấn Độ.

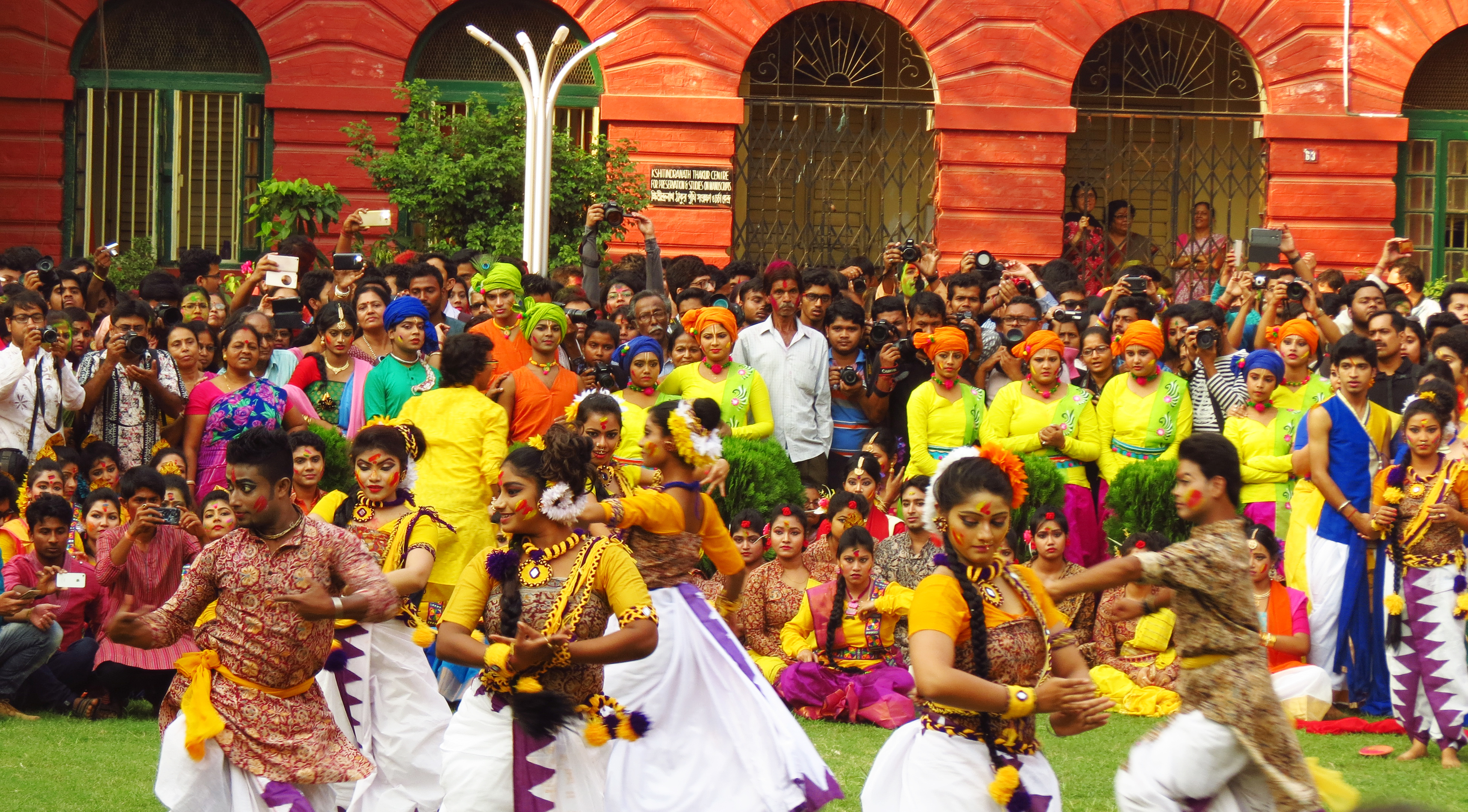
Basanto Utsav ở Jorasanko Thakurbari.

Holi có ý nghĩa đặc biệt trong khu vực Braj trong đó bao gồm các địa điểm truyền thống kết hợp với thánh Krishna: Maltura, Vrindaran, Nandgan,Ultan Pradesh và Barsane mà trở thành điểm du lịch trong mùa lễ hội Holi.
Bên ngoài Ấn Độ, Holi được tổ chức bởi người Hindu thiểu số ở Bangladesh và Parkistan cũng như trong nước có cộng đồng người Ấn lớn như Suriname, Guyana, Trinidad và Tobago,Nam Phi, Malaysia, Vương quốc Anh, Hoa Kỳ,Canada và Fiji. Các nghi lễ và tập tục của lễ Holi bên ngoài Nam Á cũng thay đổi theo sự thích nghi của địa phương

### Ấn Độ

#### Gujarat

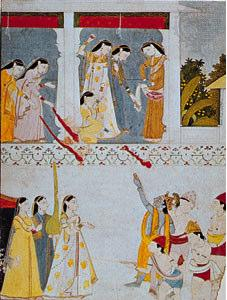
Mừng xuân bởi Krishna và Radha", thu nhỏ thế kỷ 18; tại Bảo tàng Guimet, Paris

Ở Gujarat, Holi là 1 lễ hội kéo dài 2 ngày. Và buổi tối của ngày đầu tiên mọi người đốt lửa trại. Mọi người cho dừa thô và bắp vô lửa. ngày thứ 2 là lễ hội của màu sắc hoặc " Dhuleti" được tổ chức bởi việc rưới nước màu và ném bột màu cho nhau. Dwarka, 1 thành phố ven biển của Gujarat, kỷ niệm Holi tại ngôi đền Dwarkadeesh với hài kịch và lễ hội âm nhạc.
Các lễ hội Holi có nguồn gốc ở Gujarat, đặc biệt với điệu nhảy, thức ăn, âm nhạc và bột màu để cung cấp cho một mùa xuân tương tự của Navratri, lễ hội Hindu của Gujarat được tổ chức vào mùa thu. Rơi vào tháng Hindu của Phalguna. Holi đánh dấu mùa nông nghiệp của vụ thu hoạch Rabi.
Trong Ahmedabad tại Gujarat, ở phía Tây Ấn Độ, 1 nồi sữa được treo cao, các cậu bé sẽ phải cố với tới nồi và đập vỡ nó bằng cách cùng nhau xếp thành các kim tự tháp. Các cô gái cố gắng ngăn chặn họ bằng cách ném bột màu vào họ để kỷ niệm những trò đùa của Krishna và cac chàng trai cố gắng ngăn chặn các cô gái. Người cuối cùng phá vỡ nồi được trao vương miện cho Holi. Sau đó nguòi đàn ông người mà có niều bột màu trên người nhất sẽ đi vô đám cưới để " cảnh báo " sự xuất hiện như Krishna.
Ở một số nơi các gia đình Hindu sống gắn bó với nhau có phong tục rằng người phụ nữ trong gia đình sẽ trói em rể của mình bằng sợi dây thừng và cố gắng " làm ướt" họ với màu sắc và sau đó, người em rể mang kẹo ngọt (món tráng miệng người Ấn) đến cho bữa tối của cô ấy

#### Uttar Pradesh

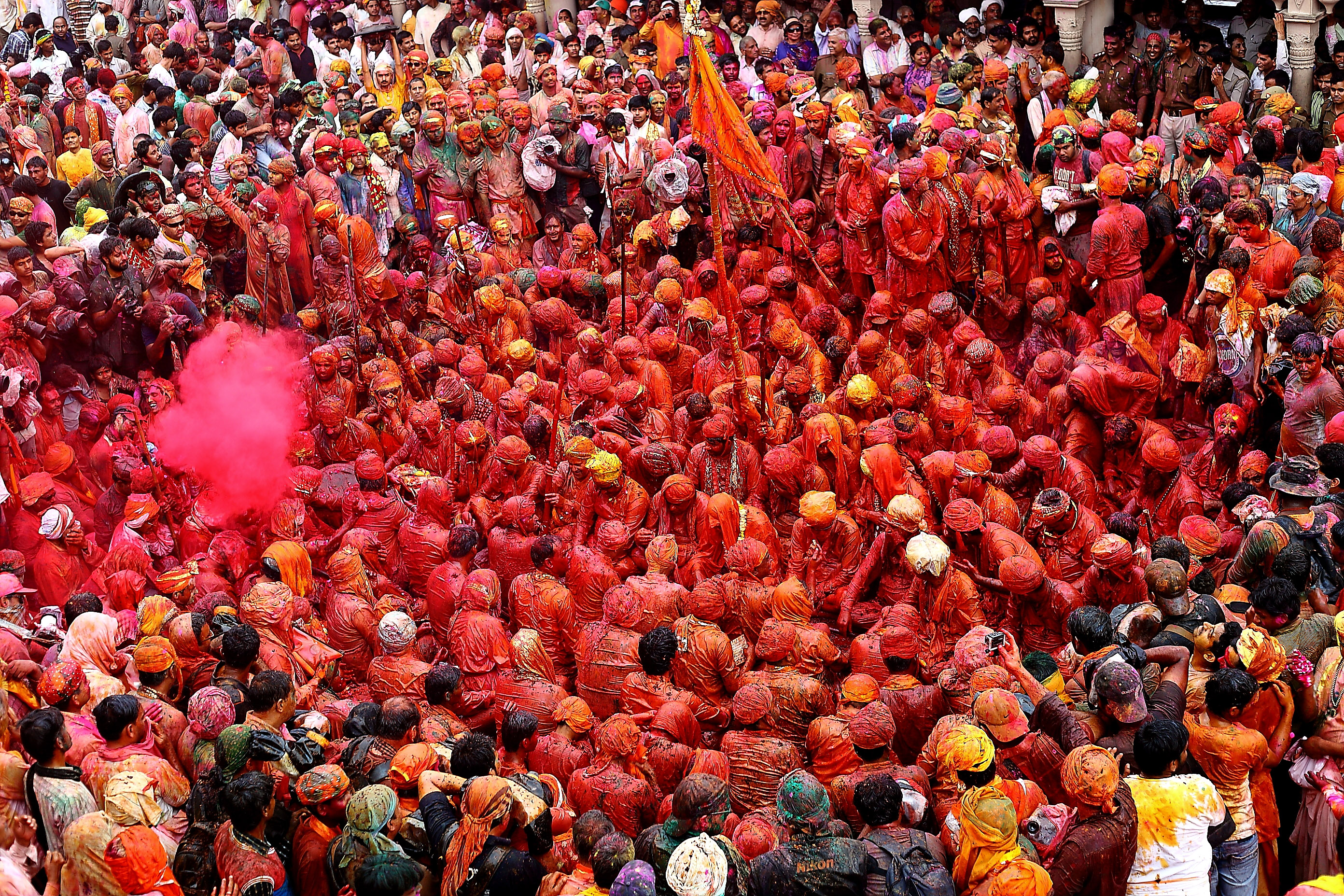
Màu ướt đẫm gopis trong đền Krishna, Mathura

Barsana, một thị trấn gần Mathura thuộc vùng Braj của Uttar Pradesh, tổ chức Lath mar Holi trên một mảnh đất rộng lớn của đền Radha Rani. Hàng ngàn người tụ tập để chứng kiến Lath mar Holi khi mà việc phụ nữ đánh đàn ông bằng gậy và đuổi ra ngoài trở thành cuồng loạn, hát bài hát Holi và hét "Sri Radhey" hoặc "Sri Krishna". Những bài hát Holi của Braj Mandal được hát bằng ngôn ngữ địa phương thuần túy. Holi được tổ chức tại Barsana là độc nhất bởi ở đó phụ nữ đuổi đàn ông đi bằng gậy. Đàn ông cũng hát những bài trêu chọc để được phụ nữ chú ý. Phụ nữ sẽ tiếp tục công kích và sử dụng những cây dài gọi là Lathis để đánh đàn ông khi họ tự bảo vệ bằng khiên.
Mathura, trong vùng Braj, là nơi sinh của Chúa Krishna. Ở Vrindavan ngày này được tổ chức với Puja đặc biệt và phong tục truyền thống để thờ Chúa Krishna, lễ hội này sẽ kéo dài trong mười sáu ngày. Trên khắp vùng Braj và những vùng lân cận như Hathras, Aligarh và Arga, Holi được tổ chức tương tự như Mathura, Vrindavan và Barsana.
Ở ngoài Braj, trong khu vực của Kanpur, Holi kéo dài bảy ngày với màu sắc. Trong ngày cuối cùng, một hội chợ lớn được tổ chức gọi là Ganga Mela hoặc Holi Mela. Mela này được bắt đầu bợi những chiến binh tự do người có quyền lực ở Anh trong trận First Indian War of Independence năm 1857 dưới sự lãnh đạo của Nana Saheb. Mela được tổ chức ở những bờ đá khác nhau dọc theo dòng sông Ganga ở Kanpur, để kỉ niệm người Hindu và người Hồi giáo những người đã cùng nhau chống lại các lực lượng Anh tại thành phố năm 1857. Vào đêm trước hội Ganga Mela, tất cả các văn phòng của chính phủ, cửa hàng, và tòa án thường đóng cửa. Ganga Mela đã chính thức đánh dấu sự kết thúc của "Lễ hội Màu sắc" hay còn gọi là Holi ở Kanpur.
Tại Gorakhpur, quận phía đông bắc của Utta Pradesh, ngày hội Holi bắt đầu với Puja đặc biệt. Ngày này gọi là "Holi Milan" được xem là ngày nhiều sắc màu nhất của năm, thúc đẩy tình huynh đệ giữa mọi người. Mọi người sẽ thăm từng nhà, hát những bài hát Holi và bày tỏ lòng biết ơn của họ bằng cách sử dụng bột màu (Abeer). Nó cũng được xem như là sự bắt đầu của năm mới bởi vì nó xảy ra vào ngày đầu tiên của năm trong lịch Hindu (Panchang).

#### Uttarakhand
Kumaoni Holi trong Uttarakhand bao gồm cả âm nhạc. Nó có hình thức khác nhau như Baithaki Holi, các Khari Holi và Mahila Holi. Trong Baithaki Holi và Khari Holi, mọi người hát những bài hát với nhịp điệu, vui vẻ và linh thiêng. Những bài hát này về cơ bản dựa trên Raga cổ điển. Baithaki Holi (बैठकी होली), còn được gọi là Nirvan Ki Holi, bắt đầu từ các tiền đề của những ngôi đền, nơi Holiyar (होल्यार) hát những bài hát Holi và mọi người tụ tập để tham gia, cùng với chơi âm nhạc cổ điển. Các bài hát được hát theo một trình tự cụ thể tùy thuộc vào thời gian trong ngày; ví dụ, vào buổi trưa các bài hát được dựa trên Peelu, Bhimpalasi và Sarang raga, trong khi bài hát vào buổi tối được dựa trên raga như Kalyani, Shyam Kalyan và Yaman. Khari Holi (खड़ी होली) chủ yếu được tổ chức ở các vùng nông thôn của Kumaon. Các bài hát của Khari Holi được hát bởi những người, thể thao truyền thống Churidar payajama màu trắng và kurta, khiêu vũ trong nhóm nhảy theo giai điệu của nhạc cụ dân tộc như dhol và hurka.
Tại khu vực Kumaon, giàn thiêu Holika, được gọi là Cheer (चीर), là nghi thức được xây dựng trong một buổi lễ được gọi là Cheer Bandhan (चीर बंधन) mười lăm ngày trước Dhulandi. Cheer là một đám lửa với một nhánh cây Paiya xanh ở giữa. Cheer của mỗi làng và khu phố được một bảo vệ một cách nghiêm ngặt cũng như rival mohalla cố gắng ăn cắp Cheer của nhau.
Những màu sắc được sử dụng trên Holi có nguồn gốc từ các nguồn tự nhiên. Dulhendi, được gọi là Charadi (छरड़ी) (từ Chharad (छरड़)), được làm từ chiết xuất hoa, tro và nước. Holi được tổ chức với sự thích thú lớn hơn nhiều trong cùng một kiểu trên khắp miền Bắc Ấn Độ.

#### Bihar
Holi được biết đến như Phaguwa trong ngôn ngữ của những người Bhojputi địa phương. Trong khu vực này chủ yếu là các huyền thoại của Holika. Vào đêm trước ngày Phalgun Poornima, người ta nhóm lửa làm lễ va đặt bánh phân bò được phơi khô, gỗ của Araad hay cây Redi và cây Holika, ngũ cốc từ vụ thu hoạch mới nhất và ném những loại gỗ không cần thiết vào trong đống lửa. Đồng thời những người Holika tụ tập gần đống lửa. Các vị lão thành thu thập và đốt sáng Purohit. Sau đó họ bôi màu lên những người còn lại như dấu hiệu của một lời chào. Ngày hôm sau lễ hội được tổ chức với rất nhiều màu sắc va trò chơi. Theo truyền thống, người ta cũng tổ dọn dẹp nhà cửa như một dấu hiệu để chào đón lễ hội.
Holi Milan cũng diễn ra ở Bihar, nơi những thành viên trong gia đình và những nhà hảo tâm đi thăm gia đình của nhau, thoa bột màu (Abeer) trên khuôn mặt của nhau, và trên bàn chân, nều là người già. Thông thường tập tục này thường diễn ra vào tối ngày Holi với màu ướt được chơi vào buổi sáng và suốt cả buổi chiều sau lễ Holi. Do vấn đề di cư quy mô lớn đang diễn ra trong nước mà mọi người phải đối mặt, gần đây truyền thống này đã dần biền đổi và Milan thông thường sẽ được tổ chức vào một ngày hoàn toàn khác trước hoặc sau ngày thực tế của Holi.
Trẻ em và thanh thiếu niên dược vui chơi thỏa thích trong lễ hội. Mặc dù lễ hội thường được tổ chức với nhiều màu sắc, ở một số nơi người dân còn kỉ niệm Holi với nước bùn và đất sét. Những bài dân ca được hát ở nốt ca ova mọi người nhảy múa với âm thanh của Dholak (một loại trống hai đầu chơi bằng tay) và tinh thần của Holi. Rượu bhang, được làm từ cây gai dầu, sữa và các loại gia vị được ăn kèm với các món ăn loãng hương vị tuyệt vời, chẳng hạn như pakoras và thandai, để nâng cao tinh thần của lễ hội. 

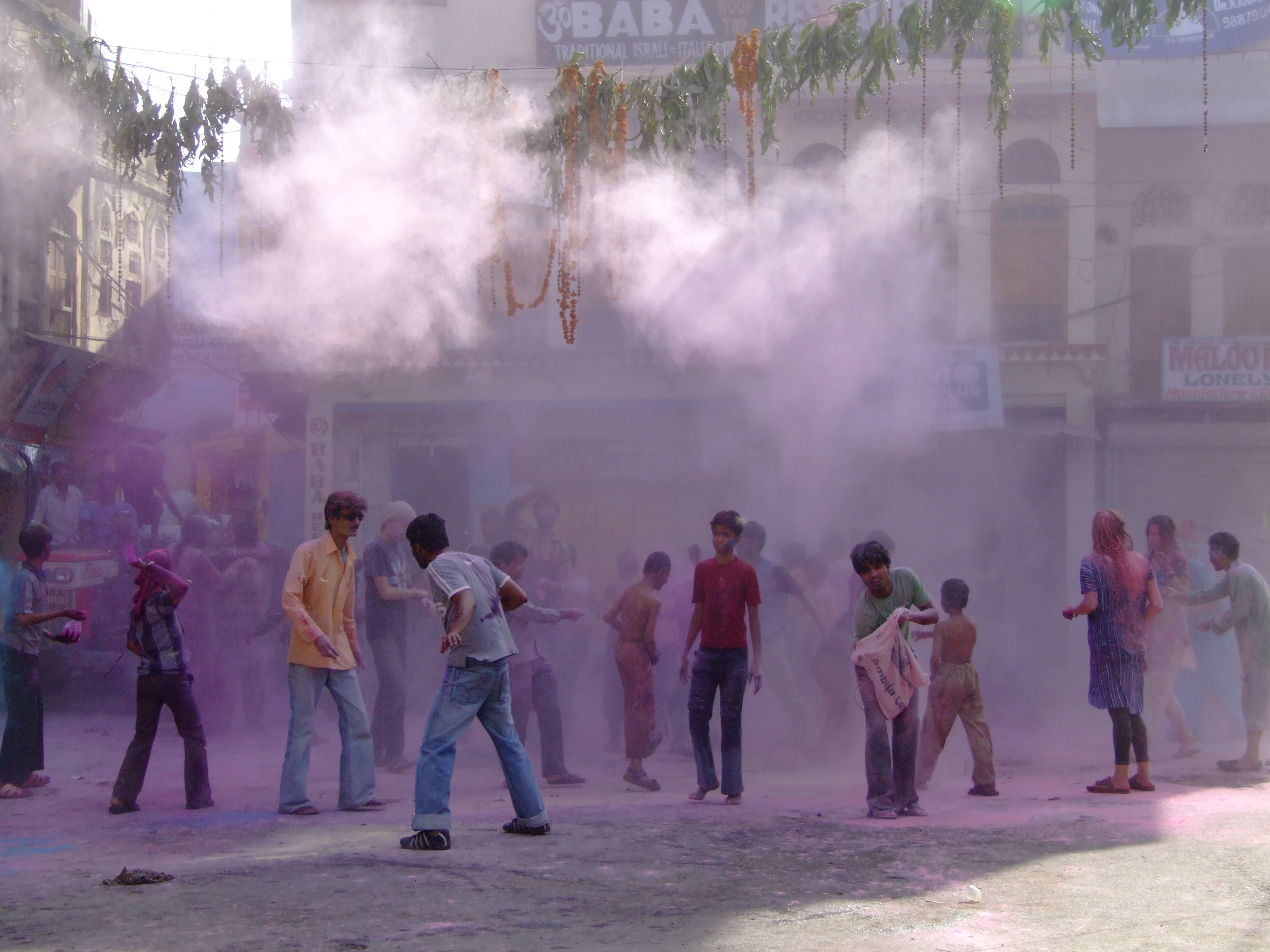
Lễ Holi, Pushkar, Rajasthan

#### Bengal
Ở Tây Bengal, Holi được biết với cái tên "Dol Jatra","Dol Purnima" hoặc "Swing Fesival". Lễ hội được tổ chức bằng cách đặt trang nghiêm các biểu tượng của Krishna và Radha trên kiệu đã được trang trí vô cùng sinh động. Sau đó diễu hành vòng qua các đường phố hay làng mạc. Vào buổi sang sớm của ngày Dol Purnima, các em học sinh trong trang phuc màu nghệ tây hay trắng tinh khiết đeo những vòng hoa được kết từ hoa thơm. Họ hát và nhảy múa với tiếng đệm của nhạc cụ như Ekara, Dubri, và Veena. Những người sùng đạo lần lượt xoay vong quanh các nhạc công torng khi các phụ nữ nhảy múa xoay vòng với những bước nhảy nhị nhàng, đuề đặn và hát những bài hát nguyện. Trong suốt các hoạt động này, những người đàn ông phun nước màu, bột màu, abir (tại Nepal, người ta gọi là thuốc nhuộm) vào những người tham gia.

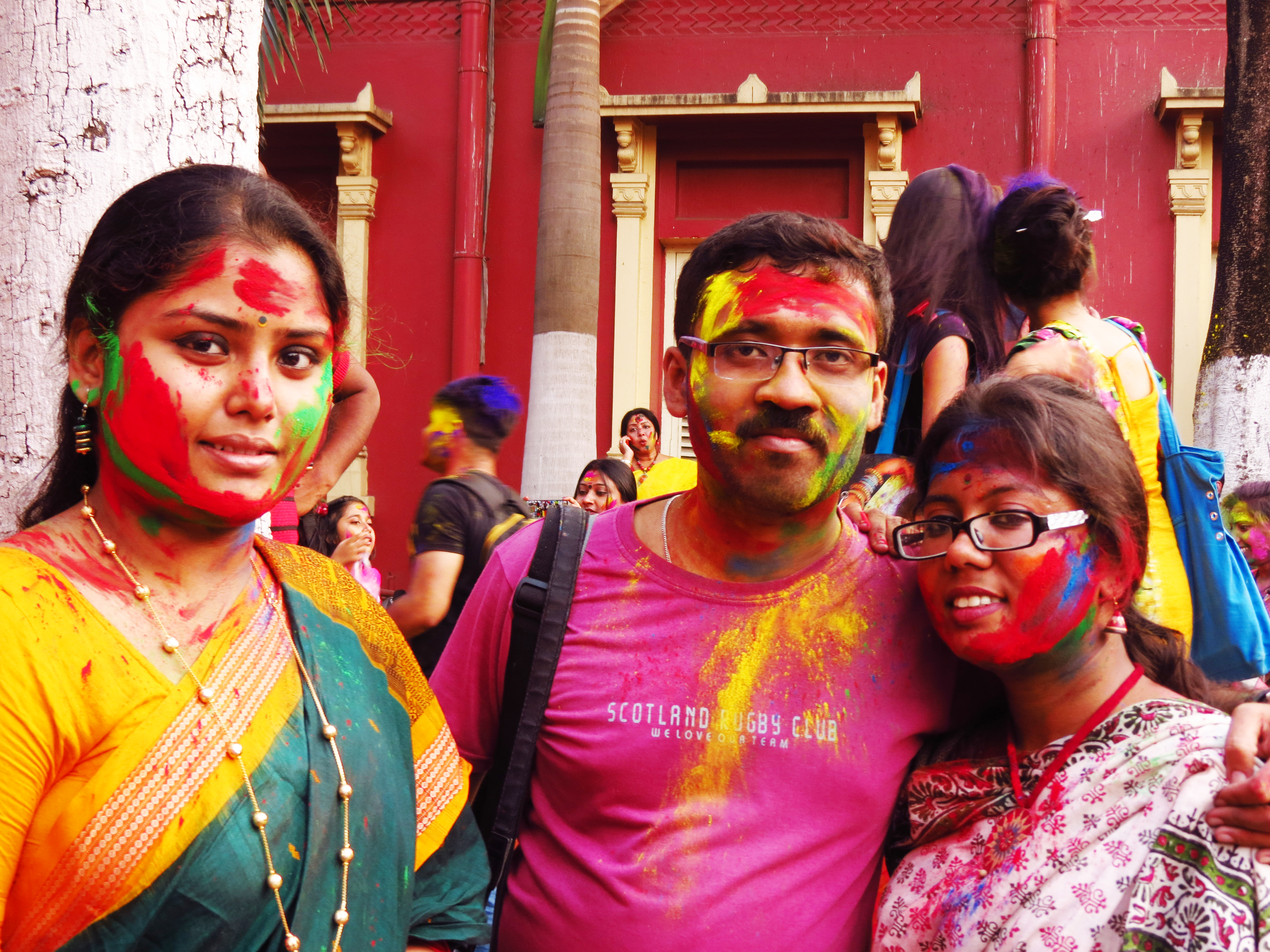
Dol Khela ở Kolkata tại Thakurbari

Những người trưởng gia đình nhanh chóng theo dõi và cầu nguyện với thánh Krishna và Agnidev. Sau khi tất cả các nghi lễ truyền thống đã diến ra, người chủ gia đình xóa biều tượng của Krishna với Gulal và dâng hiến "bhog" cho cả Krishna và Agnidev. Ở SAntaniketan, Holi mang một âm hưởng đặc biệt. Du khách tham gia Holi được phục vụ những món ăn truyền thống bao gồm malpoa, kheer Sandesh, Basanti sandesh (nghệ tây), sữa bột nghệ, payash và các thực phẩm có liên quan.

#### Odisha

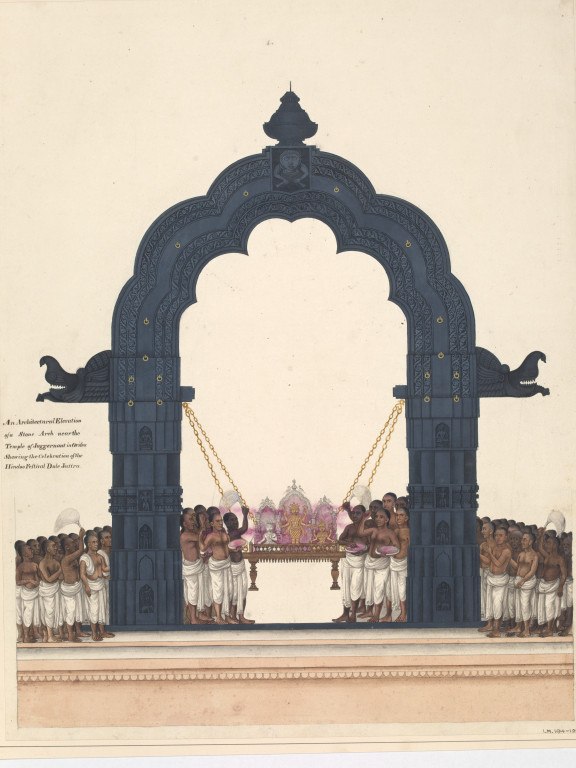
Độ cao của vòm đá đen, gần đền Jagannath, Puri, Orissa. Vòm được bao phủ với những con số của các vị thần Vaishnavite và treo với chiếc nhẫn. Một đám đông những người theo đạo Hindu đang tổ chức lễ hội của Dol Jatra hay lễ hội Swing trong đó hình ảnh của thần Vishnu và phối ngẫu của mình đang đong đưa trong một ngôi đình chỉ bởi các chuỗi từ các vòng của vòm. Lễ kỷ niệm là một phần của lễ hội Holi....

Vào ngày Holi, người dân Orissa tổ chức ăn mừng "Dola" tại nơi các biểu tượng Jagannath đã được thay thế bằng các Krishna và Rahda. "Dola yatra" đoàn diễu hành của những vị thần được cử hành trong làng và bhoga được hiến dâng cho các vị thần. "Dola yatra" đã rất thịnh hành từ những năm trước 1560, trước khi nó lan rộng ra tới các tượng thần của Jaganantha, Balabhadra và Subhadra sẽ dùng để đưa đến "Dolamandapa" (bục trong ngôi đền Jagannath). Những người đã cung cấp màu sắc tự nhiên được gọi là "abira" đến khi các vị thần dùng nó vào những kì công của nhau.

#### Assam
Holi, cũng được gọi là Phakuwa ở Assam,được tổ chức ở khắp Assam. Được gọi là Dol Jatra, kết hợp với Satras của Barpeta, Holi được tổ chức trong 2 ngày. Vào ngày thứ nhất, đốt chòi đất sét trong Barpeta và Assam đó có nghĩa là những huyền thoại của Holika. Vào ngày thứ hai, oli được tổ chức như lễ hội bột màu. Các bài hát Holi dành cho thánh Krishna cũng được hát trong các vùng của Barpeta.

#### Goa
Holi là một phần của Goan hay lễ hội mùa xuân Konkani gọi là Śigmo hoặc शिगमो ở Konkani hoặc Śiśirotsava, kéo dài khoảng một tháng. Lễ hội màu sắc hoặc lễ hội Holi là một phần trong các lễ hội mùa xuân quy mô lớn hơn và dài ngày hơn. Lễ hội Holi (nhưng không như lễ hội Śigmo) bao gồm:Holika Puja và Daan, Dhulwad hoặc Dhulivandan, Haldane hoặc dâng tặng màu sắc vàng vàng nghệ hoặc Gulal đến thần linh.

#### Maharashtra
Ở Maharashtra, Holi Purnima cũng được tổ chức như Shimga, lễ hội kéo dài 5-7 ngày. Một tuần trước lễ hội, những bạn trẻ đi xung quanh, nhặt củi và thu gom tiền bạc. Vào ngày Shimga, củi được chất lại thành một đống lớn ở mỗi khu vực. Vào buổi tối, ngọn lửa được thắp sáng. Mỗi hộ gia đình mang đến một bữa ăn và món tráng miệng, và tỏ lòng tôn kính với thần lửa. Puran Poli là món ăn chính và trẻ em sẽ hét lên " Holi re Holi puranachi poli". Lễ hội Shimga đánh dấu việc loại bỏ tất cả các điều ác. Các lễ hội màu sắc ở đây diễn ra vào ngày Ranga Panchami, năm ngày sau lễ hội Shimga. Trong lễ hội này, mọi người có nghĩa vụ phải quên đi và tha thứ cho bất kỳ sự ganh đua nào và bắt đầu những mối quan hệ lành mạnh mới. 

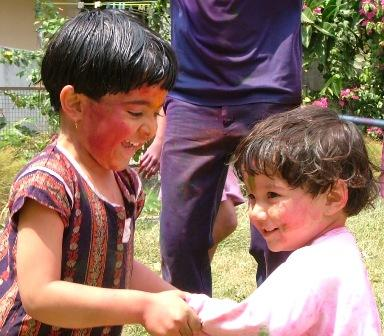
Trẻ em ăn mừng Holi tại Pune City, trong Maharashtra

#### Manipur
Manipuris mừng Holi trong 6 ngày. Ở đây, ngày lễ này kết hợp với lễ hội của Yaoshang. Theo truyền thống, lễ hội bắt đầu bằng việc đốt một túp lều tranh bằng cỏ khô và cành cây. Trẻ em đi từ nhà này sang nhà khác để thu gom tiền, địa phương gọi là nakadeng (hoặc nakatheng), như là những món quà tặng trong hai ngày đầu tiên. Vào ban đêm các thanh niên sẽ biểu diễn một điệu nhảy dân gian gọi là Thabal chongba vào đêm trăng tròn của lamta (Phalgun), theo truyền thống đi kèm với bài hát dân gian và nhịp điệu của trống bản địa, nhưng ngày nay được biểu diễn bởi các ban nhạc hiện đại và cùng với những ánh đèn huỳnh quang. Trong ngôi đền Krishna, tín đồ hát những bài hát cầu nguyện, biểu diễn các điệu múa và ăn mừng với aber (gulal) đeo khăn xếp màu trắng và màu vàng truyền thống. Vào ngày cuối cùng của lễ hội, diễu hành lớn được diễn ra đến các ngôi đền Krishna chính gần Imphal nơi có nhiều hoạt động văn hóa được tổ chức. Trong những thập kỷ gần đây, Yaoshang, một môn thể thao Ấn Độ, đã trở nên phổ biến ở nhiều nơi của thung lũng, nơi mọi người ở mọi lứa tuổi đến để tham gia một số môn thể thao mà có phần nào thay đổi cho kỳ nghỉ.

#### Kerala
Holi được địa phương gọi Ukkuli ở Konkani hoặc Manjal Kuli ở Malayalam. Lễ hội được tổ chức xung quanh ngôi đền gọi là đền Konkani Gosripuram Thirumala.

#### Karnataka
Theo truyền thống, ở nông thôn Karnataka trẻ em thu gom tiền và gỗ trong những tuần lễ trước Holi, vào đêm "Kamadahana" tất cả gỗ được đặt lại với nhau và đốt cháy. Lễ hội được tổ chức trong hai ngày. Người dân ở phía bắc Karnataka chuẩn bị thức ăn đặc biệt vào ngày này.

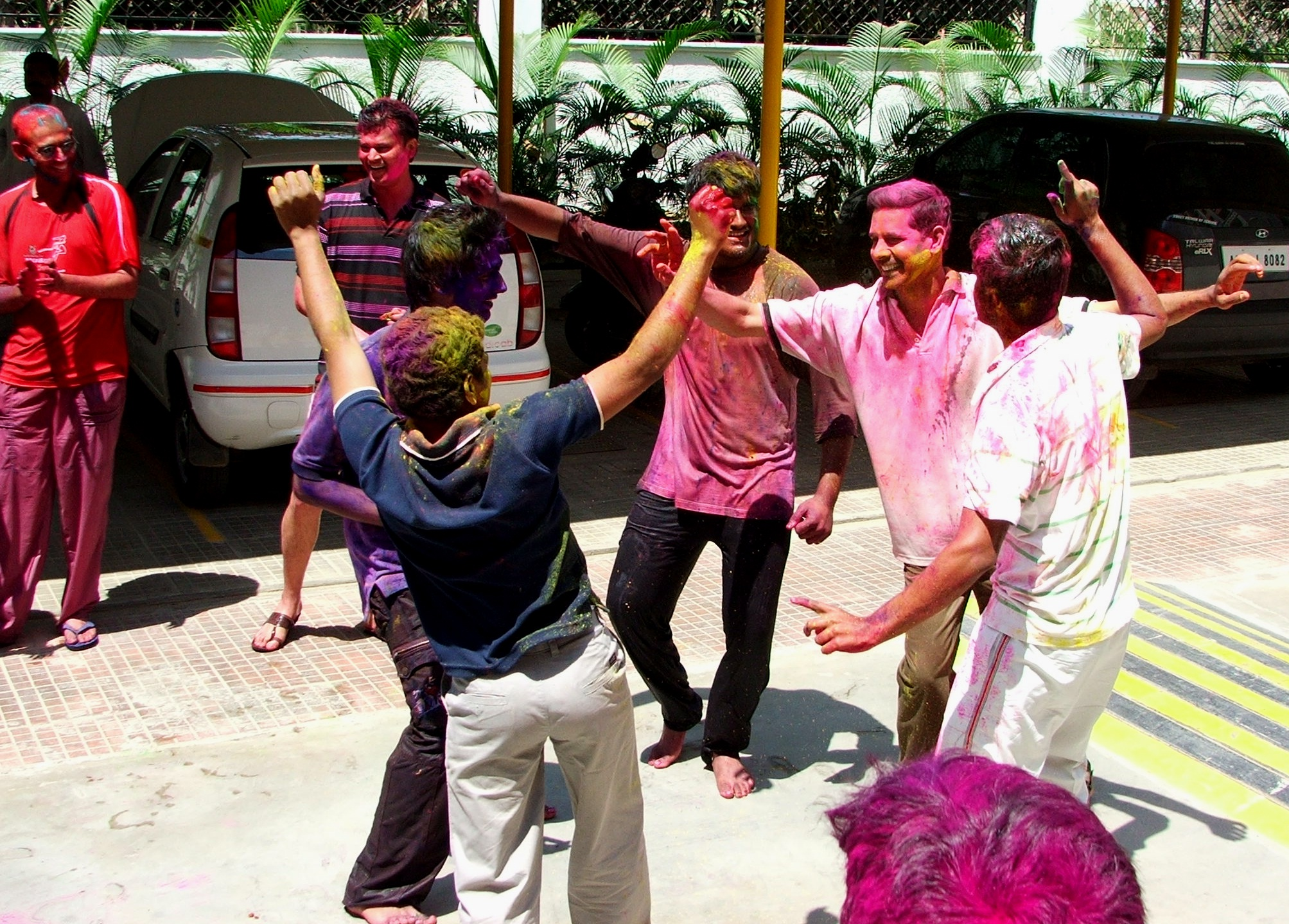
Lễ hội Holi ở Andhra Pradesh

Ở Sirsi, Karnataka, Holi được tổ chức với một điệu nhảy dân gian độc đáo gọi là "Bedara Vesha", được biểu diễn trong suốt năm đêm đầu trước ngày lễ hội chính thức. Lễ hội được tổ chức luân phiên hàng năm tại thị trấn, nơi thu hút một số lượng lớn khách du lịch từ các vùng khác của Ấn Độ.

#### Telangana
Như trong các vùng khác của Ấn Độ, ở nông thôn Telangana, trẻ em mừng kamuda và thu gom tiền, gạo, Mokkajonna và gỗ trong nhiều tuần trước lễ hội Holi, vào đêm Kamudha tất cả các gỗ được đặt lại với nhau và đốt cháy.

#### Andhra Pradesh
Ở Andhra Pradesh Holi được tổ chức cùng với Basanta Panchami. Holi là lễ hội lớn, và các lễ hội và màu sắc bắt đầu xuất hiện ít nhất một ngày trước khi ngày lễ chính thức.

#### Jammu & Kashmir
Ở Jammu & Kashmir, người Hồi giáo và Ấn giáo cũng kỷ niệm Holi như vậy. Lễ hội Holi ở đây phù hợp nhất với định nghĩa chung của lễ hội Holi: một lễ hội có tinh thần cao để đánh dấu sự khởi đầu của việc thu hoạch vụ hè, với ném nước màu và bột và ca hát và nhảy múa.

#### Punjab & Himachal Pradesh
Tại Punjab,lễ hội Holi đến sau lễ Holika Dahan một ngày. Vào ngày này, mọi người cùng ném màu vào nhau.

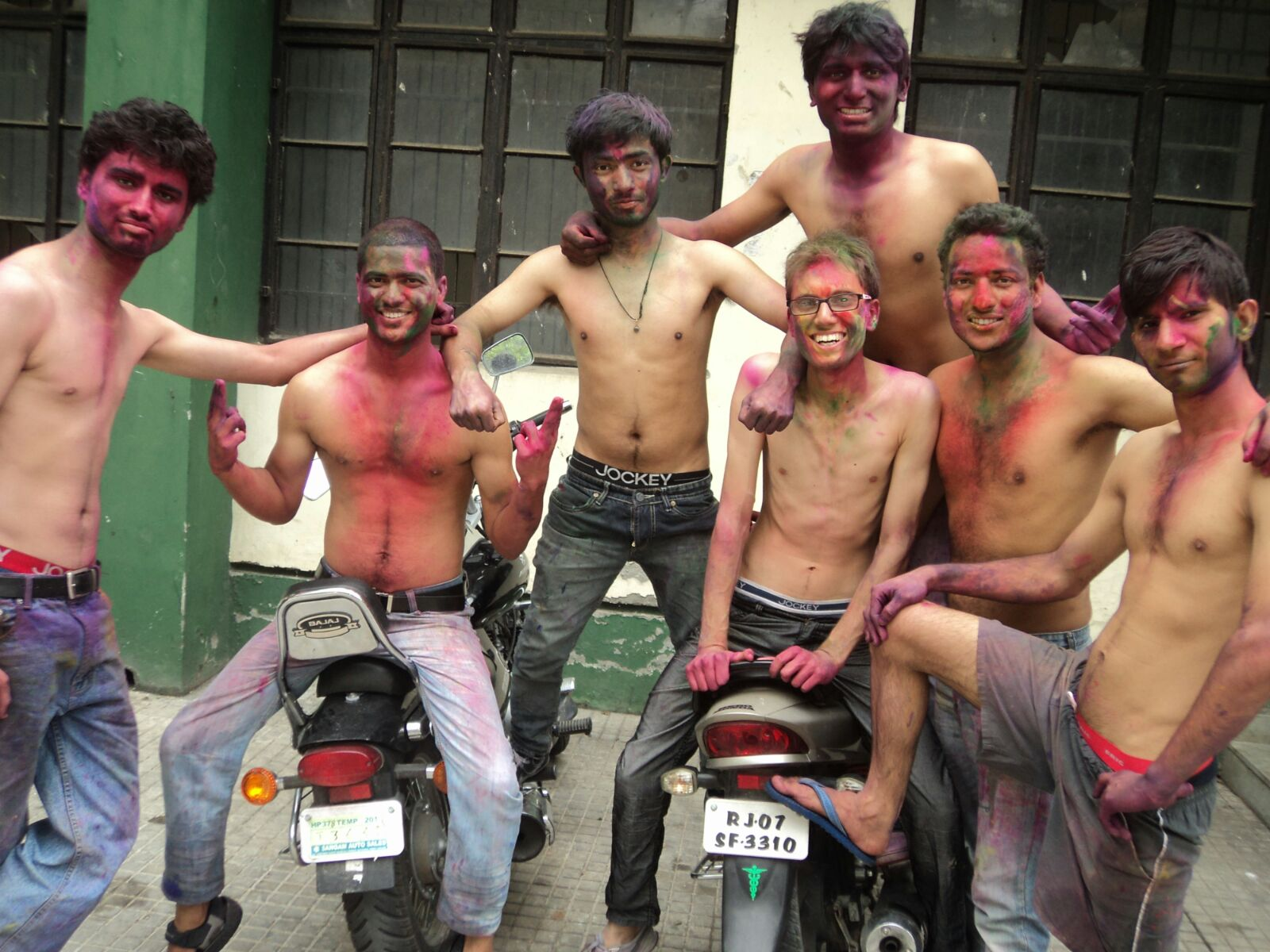
Holi Aftermath, học sinh của Tiến sĩ RPGMC Tanda, Kangra H.P

Trong suốt lễ hội ở Punjab, tường và sân trong nhà được nâng lên bởi những bức tranh vẽ tương tự như lễ Rangoli tại Nam Ấn Độ và Mandana ở Rajasthan cũng như những vùng nông thôn khác ở Ấn Độ. Nghệ thuật này được biết đến như "chowk-poorana " hoặc chowkpurana ở Punjab và được tạo hình bởi người nữ nông dân trong nước. Ở phần sân trong, nghệ thuật này được vẽ lên vải. Nghệ thuật này bao gồm vẽ lên các họa tiết trên cây, hoa, cây dương xỉ, thân cây leo, cây cối,con công, kiệu, cũng như các mô hình được vẽ nhiều hướng khác nhau.Những phần nghệ thuật này được thêm vào không khí lễ hội.

#### Madhya Pradesh
Ở miền Tây Madhya Pradesh, bộ lạc Bhil là bộ lạc chỉ có đàn ông là những người đã tổ chức nhiều lễ hội truyền thống tiền Hindu và Holi cũng không ngoại lệ, khi kỷ niệm lễ hội này một cách đặc biệt.

#### Tamil Nadu
Trong trăng tròn Uthrm falgun Panguni. Lễ Holi được tổ chức để kỷ niệm khi mà hai ngôi sao "Uthiriam" và "Pournami" trùng nhau, và cũng như kỷ niệm ngày cưới của nhân loại với các vị thần. Vào ngày này, nữ thần Mahalakshmi tạo hình trái đất từ đại dương	 sửa (sau khi đại dương chịu sự nổi sóng của quỷ dữ và thần linh).Lễ Holi được kỷ niệm như là Vasanthosavam và mọi đền thờ bất đầu hành lễ Utsavams với nhạc và điệu nhảy lễ hội, Pravachans và Harikathas. Màu sắc cũng thật đặc sắc và được tổ chức để tiên đoán về tình yêu cũng như chào mừng mùa xuân đến.

### Nepal

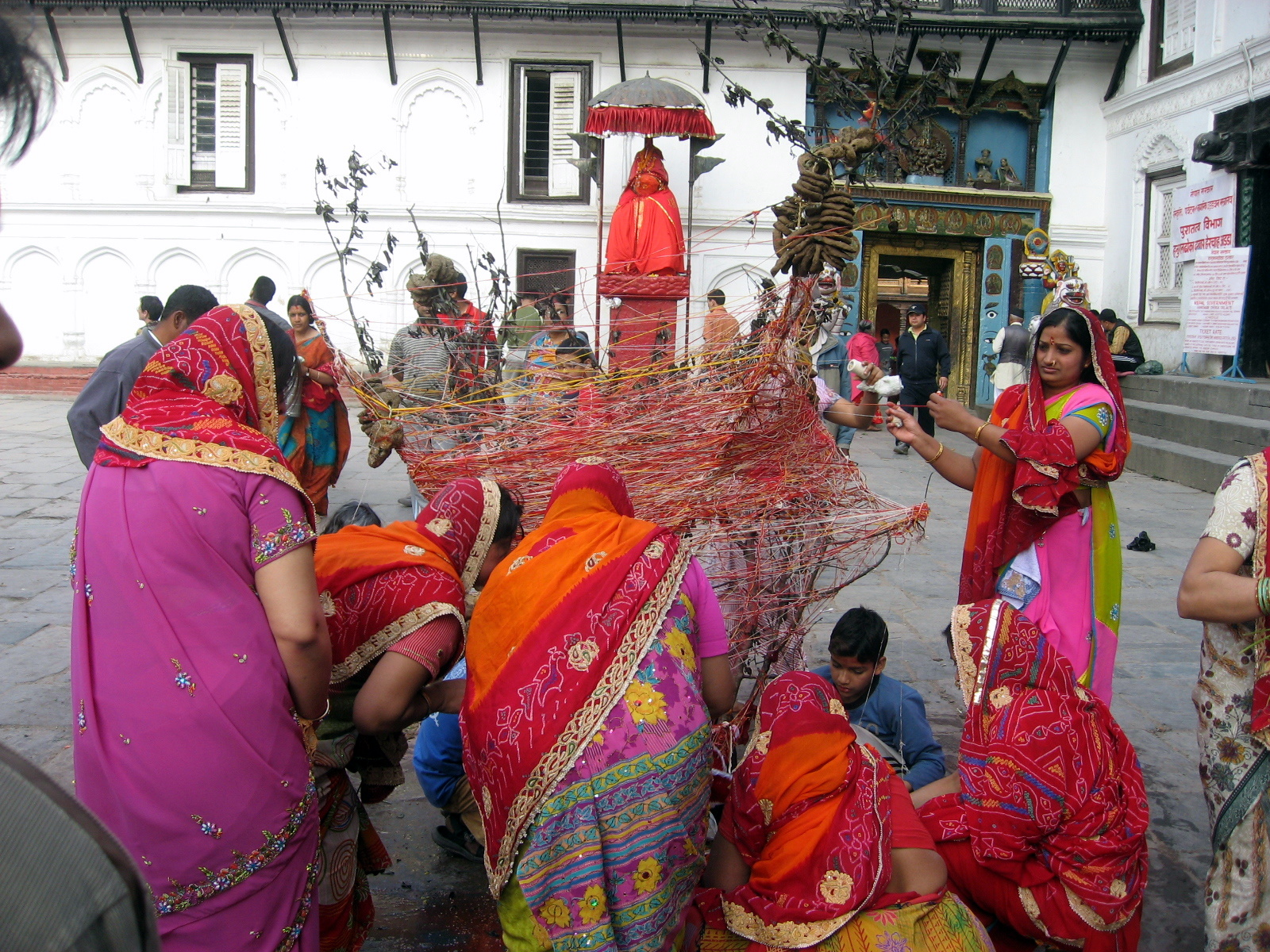
Chuẩn bị cho Holika Dahan, Kathmandu, Nepal

Ở Nepal, lễ hội Holi được tổ chức ở trên những ngọn đồi khác rõ rệt so với Madhesh, thậm chí là được tổ chức vào một ngày khác. Holi được tổ chức vào tháng Falgun, còn được gọi là Fagu/Phaguwa và được tổ chức vào ngày rằm (ở đồi), và ngày tiếp theo sau đó (ở Madhesh) vào tháng hai. Từ Fagu/Phaguwa thể hiện cho tháng Falgun và ngày được gọi là Fagu Purnimaa, nghĩa là trăng tròn trong tháng Falgun.

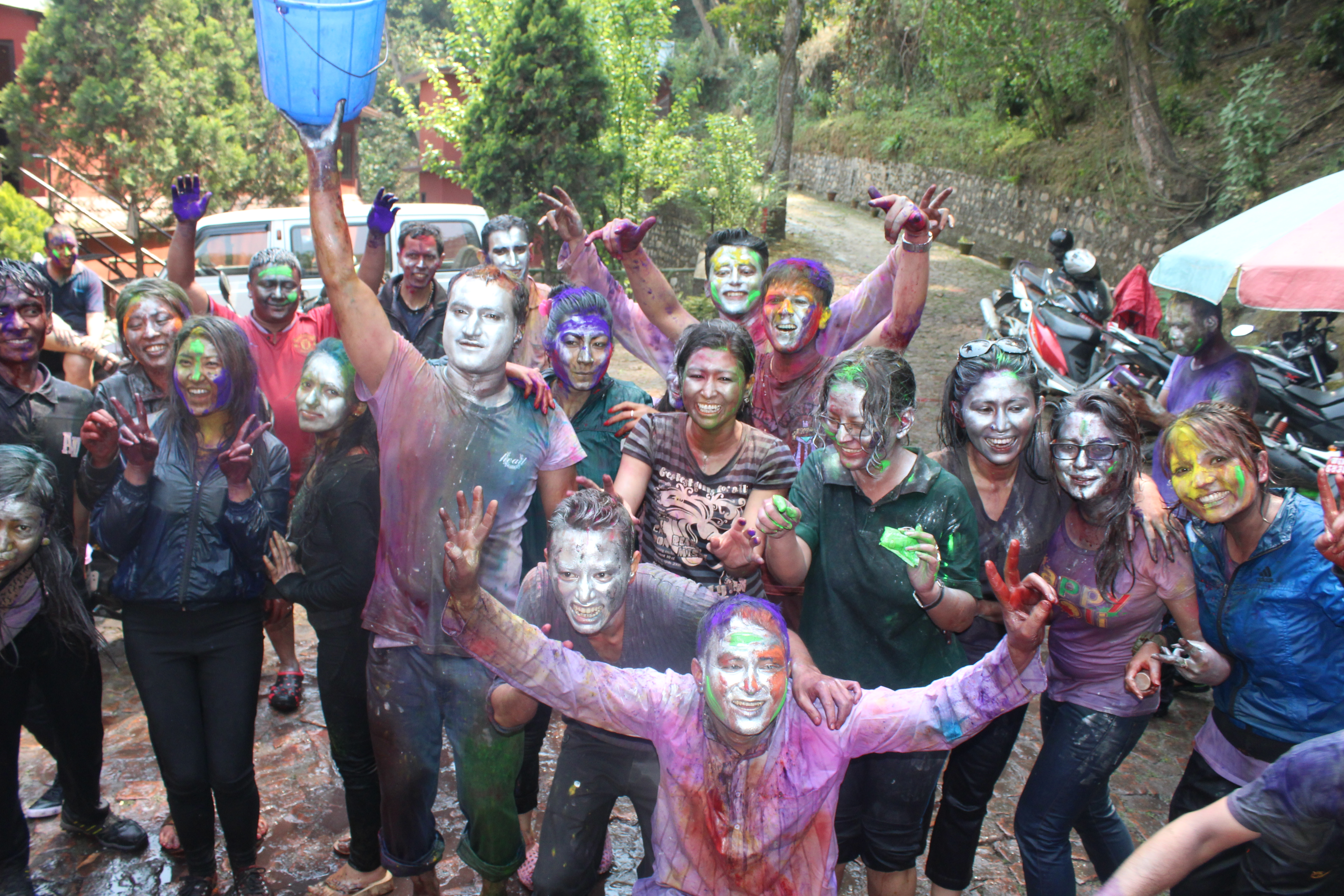
Người dân địa phương Kỷ niệm Holi Trong Kathmandu, Nepal

Ở nepal, ngày lễ Holi cũng quan trọng như Dashain, Tihar (Dipawali). Vì có hơn 80% dân số ở Nepal theo đạo Hindu, Holi, cùng với nhiều lễ hội Hindu khác được tổ chức ở Nepal như là lễ hội quốc gia.
Người ta đi qua nhà hàng xóm để ăn mừng Holi bằng cách đổi bột màu và xịt nước màu vào nhau. Một hoạt động phổ biến là ném bong bóng nước, thường gọi là Lola (nghĩa là bong bóng nước). cũng có nhiều người trộn Bhang vào nước uống và thức ăn như khi làm Shivaratri. Người ta tin rằng sự kết nối giữa các màu sắc khác nhau ở lễ hội sẽ xóa tan hết mọi phiền não và làm cho cuộc sống của họ nhiều màu sắc hơn

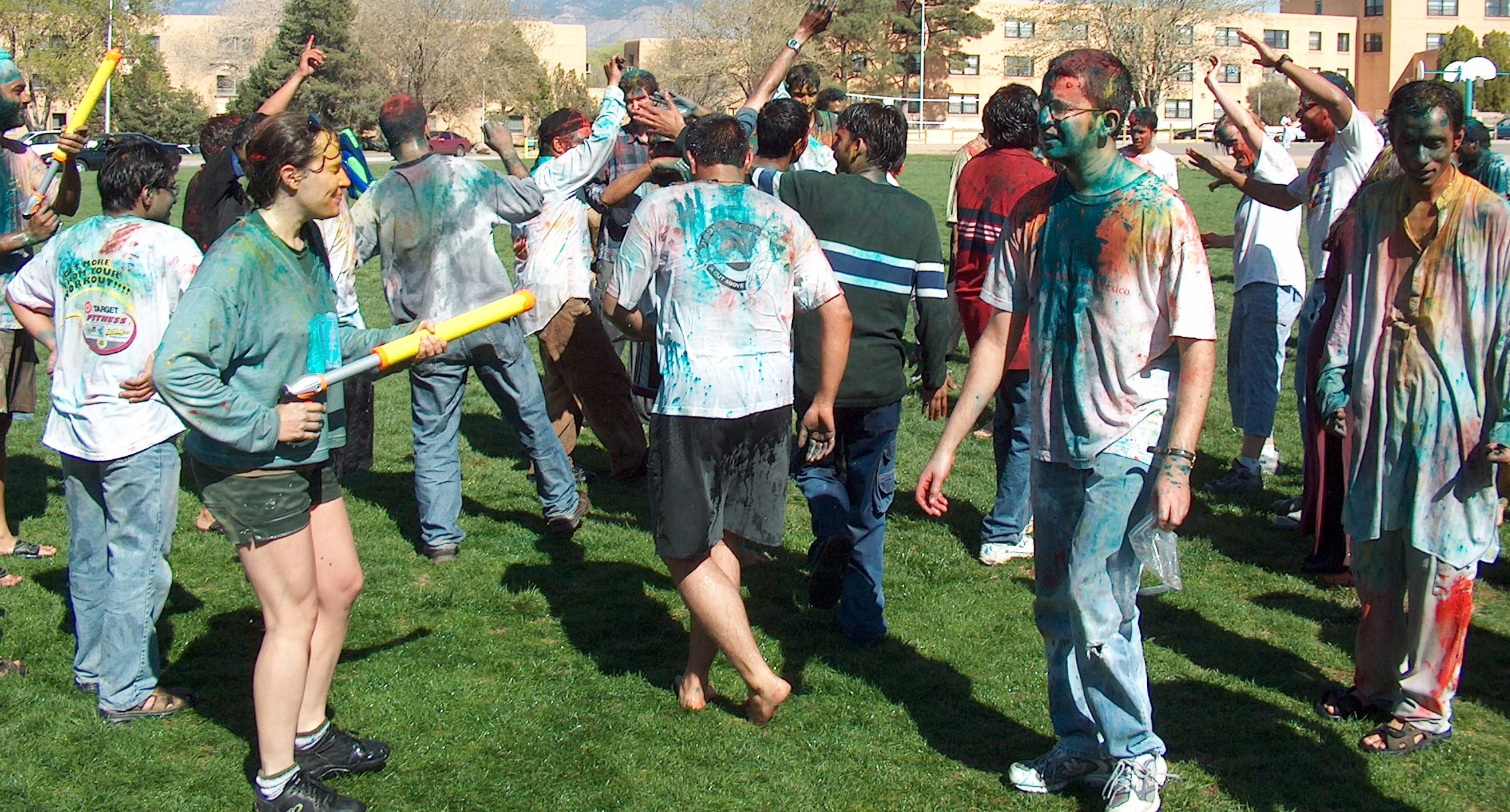
lễ hội Holi của Hội Sinh viên Ấn Độ tại Đại học New Mexico

### Indian diaspora
Qua nhiều năm, Holi đã trở thành một lễ hội quan trọng tại nhiều khu vực bất cứ nơi nào cộng đồng người Ấn Độ đã được hoặc thực hiện như là người lao động có giao kèo trong thời kỳ thuộc địa, hoặc nơi họ di chuyển vào riêng của họ, và hiện có mặt với số lượng lớn như ở châu Phi, Bắc Mỹ, châu Âu, Mỹ Latinh, và các bộ phận của châu Á như Fiji
Suriname

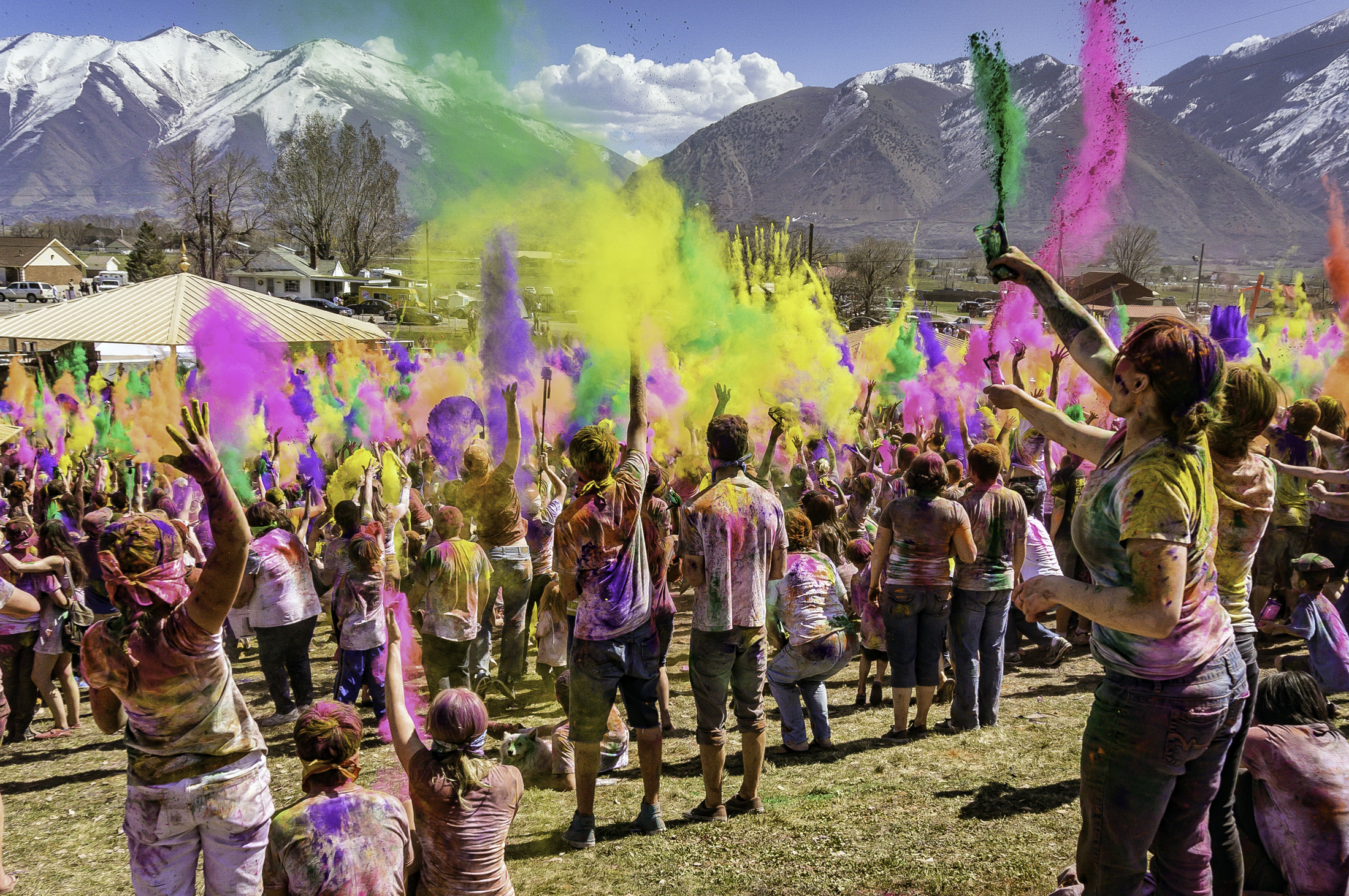
Một kỷ niệm của lễ hội Holi tại Hoa Kỳ

Holi là một ngày lễ quốc gia ở Suriname. Nó được gọi là lễ hội Phagwah, và được tổ chức để đánh dấu sự khởi đầu của mùa xuân và thần thoại Hindu. Tại Suriname, Holi Phagwa là một lễ hội của màu sắc. Đó là phong tục để mặc quần áo trắng cũ vào ngày này, được chuẩn bị để làm được chúng bẩn và tham gia trong việc ném màu đầy phấn khích và những bữa tiệc.
Trinidad and Tobago
Phagwa thường được tổ chức ở Trinidad và Tobago vào ngày chủ nhật gần nhất với ngày thực tế của Phagwah. Nó được tổ chức với rất nhiều màu sắc và lộng lẫy, cùng với ca hát về những bài hát truyền thống Phagwah hoặc Chowtal (bài hát).
Guyana

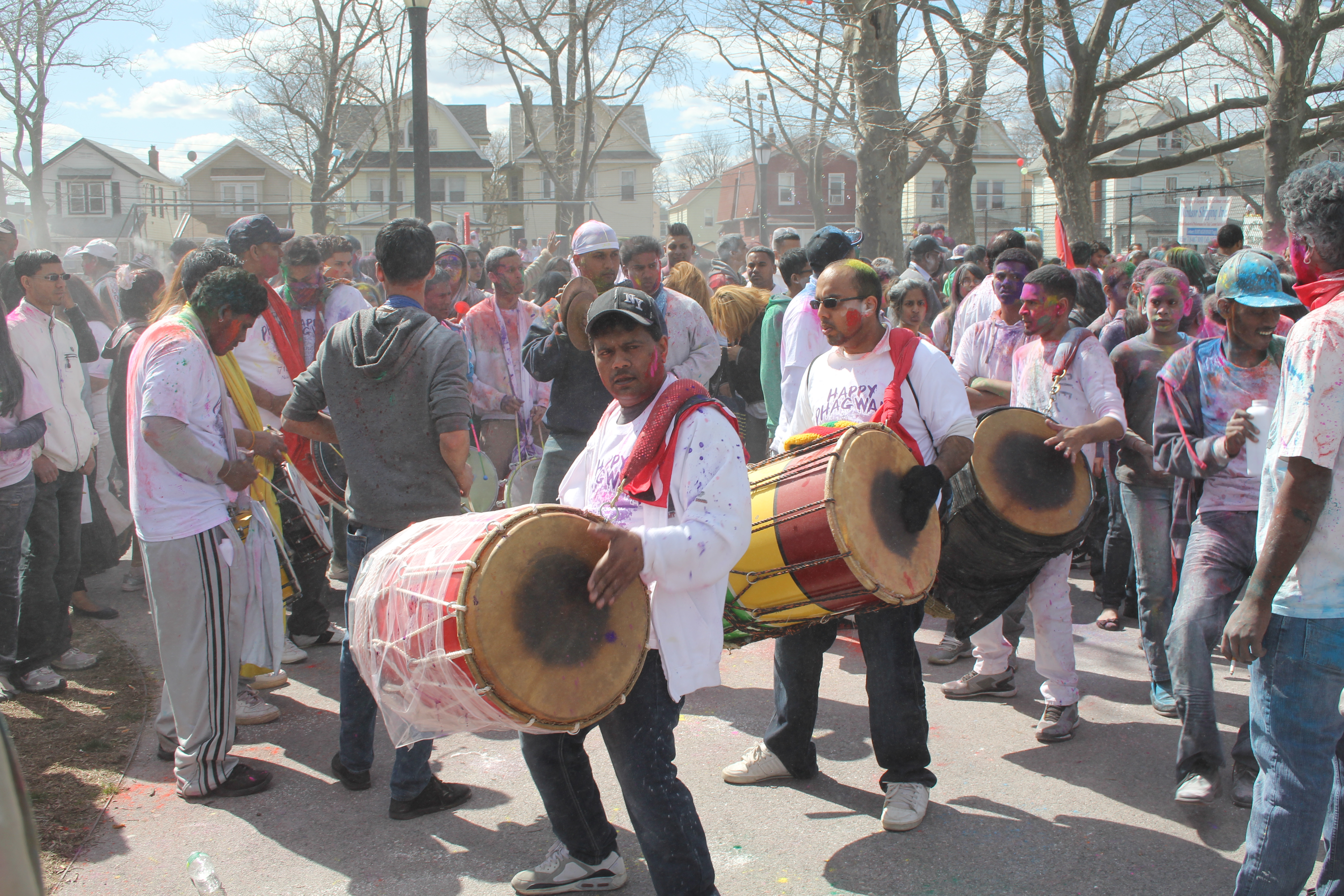
Tiếng trống của cộng đồng Ấn-Caribbean mừng Phagwah (Holi) ở thành phố New York năm 2013

Phagwah là một ngày lễ quốc gia ở Guyana, và các dân tộc thuộc mọi chủng tộc và tôn giáo tham gia vào lễ kỷ niệm. [60] Cử hành chính ở Georgetown được tổ chức tại Mandir trong Prasad Nagar
Fiji
Indo-Fiji mừng Holi là lễ hội của màu sắc, dân ca và điệu múa. Các bài dân ca được hát trong Fiji trong mùa Holi được gọi là phagan. Phagan, cũng viết như Phagan, là tháng cuối cùng của lịch Hindu. Holi được tổ chức vào cuối Phagan. Holi đánh dấu sự ra đời của mùa xuân và chín của cây trồng ở miền Bắc Ấn Độ. Không chỉ là một mùa của sự lãng mạn và hứng thú, các bài hát dân gian và múa, nó cũng là một dịp vui chơi với bột, nước hoa và màu sắc. Nhiều ca khúc Holi ở Fiji là xung quanh chủ đề tình yêu, mối quan hệ giữa Radha và Krishna
Mauritius
Holi ở Mauritius đến gần trên gót của Shivaratri. Nó mừng sự khởi đầu của mùa xuân, kỷ niệm mùa thu hoạch tốt và đất đai màu mỡ. Người Hindu tin rằng đó là một thời gian được hưởng suối màu sắc phong phú và nói lời tạm biệt với mùa đông. Nó được coi là một trong những ngày lễ tôn giáo exhilarating nhất trong sự tồn tại. Trong sự kiện này, người tham gia tổ chức một đống lửa, ném bột màu vào nhau, và kỷ niệm một cách hoang dại

### Pakistan
Ở Pakistan, Lễ Holi được tổ chức bởi người Hin-đu, tại các thành phố như là Karachi, Hazara, Rawalpindi, Sindh, Hyderabad, Multan và Lahore. Dân địa phương tại Multan đồng tổ chức lễ hội với 	 Prahlada tại đền Prahlada-Puri.
Vào ngày này, ở các tỉnh Punjab thuộc Pakistan, đánh vào matka -thứ được treo ở điểm cao như là một truyền thống tại đây. Một nhóm đàn ông tạo thành hình kim tử tháp và nhóm khác sẽ leo lên tháp để phá matka. Người mà không tham gia tạt nước và màu ở tháp. Theo như truyền thống thì trong matka gồm có sữa và bơ được ví như là tái diễn lại cảnh vị chúa tể trẻ Krishna trộm bơ.

## Nguồn nguyên liệu màu sắc truyền thống

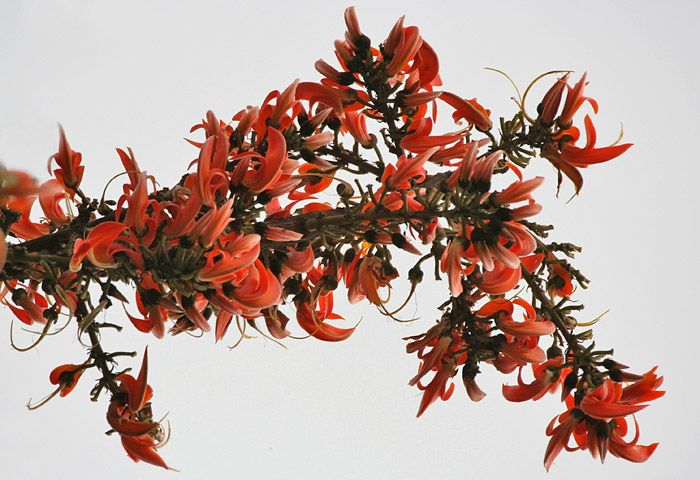
Hoa của Dhak hoặc Palash được sử dụng để làm cho màu sắc truyền thống

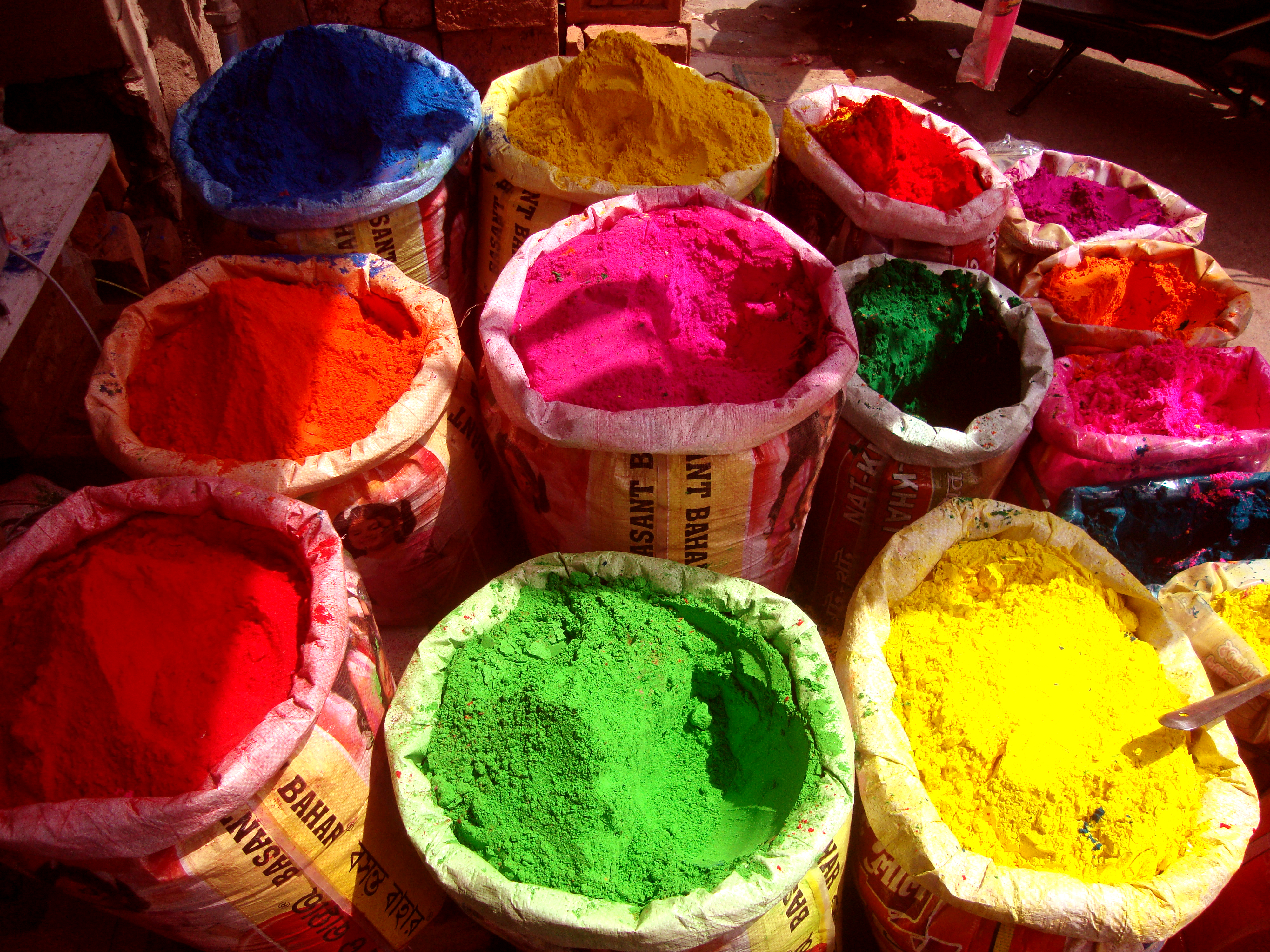
Màu sắc cho Holi được bán tại một khu chợ ở Mysore

### Màu tổng hợp

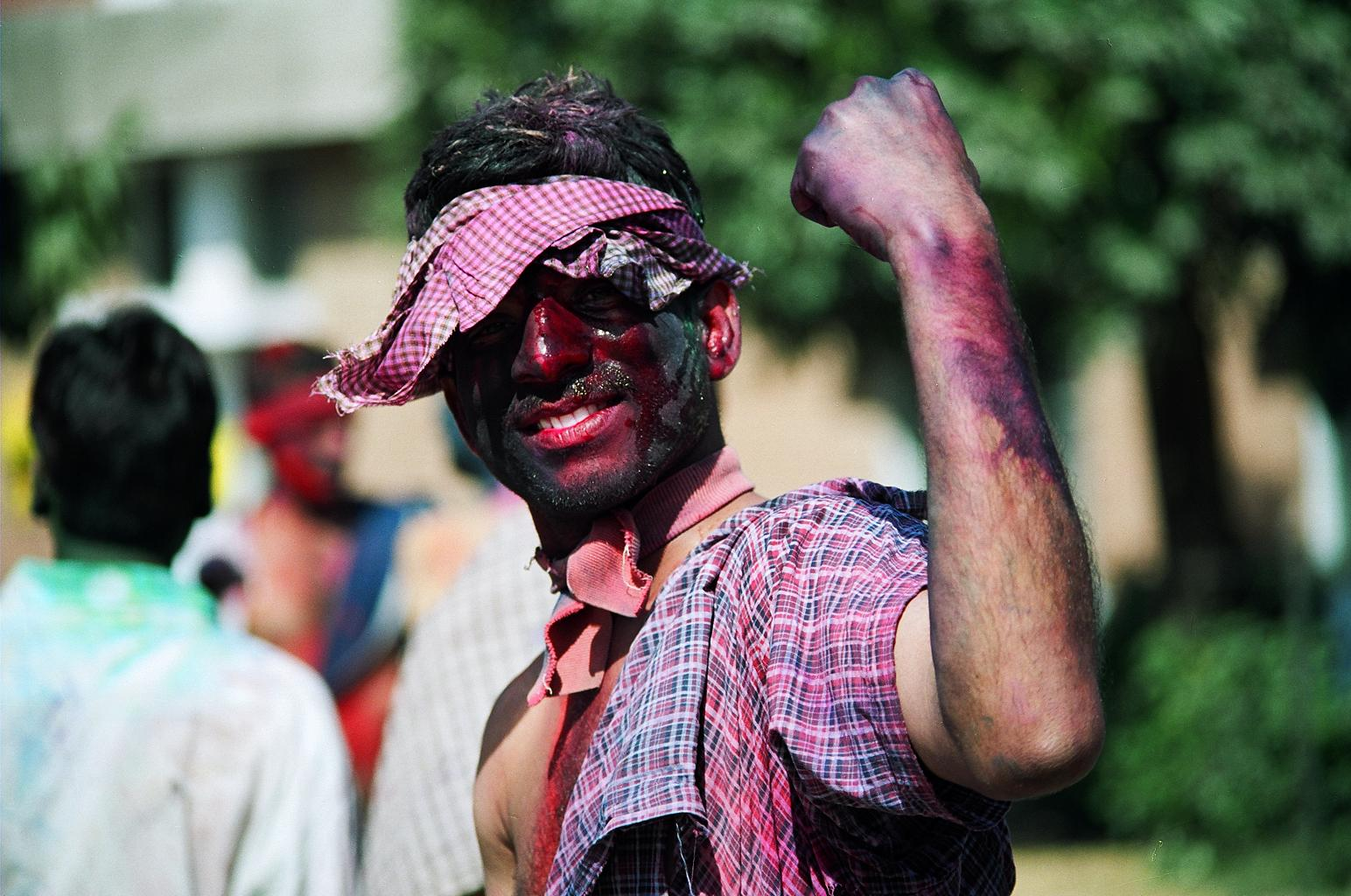
Một người đàn ông trẻ tuổi ăn mừng Holi